# فهرست خورشیدگرفتگی‌های سده ۱ (پیش از میلاد)
این فهرست شامل خورشیدگرفتگی‌های قرن اول پیش از میلاد است که در طی دورهٔ سال ۱ پیش از میلاد تا ۱۰۰ پیش از میلاد روی داده‌اند. در این دوره، ۲۴۸ خورشیدگرفتگی رخ داد که ۹۰ مورد آن خورشیدگرفتگی جزئی، ۷۵ مورد خورشیدگرفتگی حلقه‌ای، ۵۸ خورشیدگرفتگی کامل و ۲۵ مورد نیز از نوع خورشیدگرفتگی مرکب بود.
| تاریخ         | زمان بزرگترین گرفت | چرخهٔ ساروس | نوع    | قدر    | مدت زمان            | مکان                                            | مسیر گرفتگی            | ناحیهٔ جغرافیایی | منبع  |
| ------------- | ------------------ | ---------- | ------ | ------ | ------------------- | ----------------------------------------------- | ---------------------- | --------------- | ----- |
| ۷ مه ۱۰۰      | ۰۰:۲۲:۰۲           | ۷۵         | کامل   | ۱٫۰۶۳۳ | ۰۴ دقیقه و ۲۸ ثانیه | ۴۶°۵۴′شمالی ۱۵۸°۱۸′غربی / ۴۶٫۹°شمالی ۱۵۸٫۳°غربی | ۲۵۱ کیلومتر (۱۵۶ مایل) |                 | [ ۱ ] |
| ۳۱ اکتبر ۱۰۰  | ۰۸:۰۱:۱۷           | ۸۰         | حلقه‌ای | ۰٫۹۱۳۲ | ۰۷ دقیقه و ۱۱ ثانیه | ۵۹°۴۸′جنوبی ۵۹°۱۲′شرقی / ۵۹٫۸°جنوبی ۵۹٫۲°شرقی   | ۵۹۴ کیلومتر (۳۶۹ مایل) |                 | [ ۱ ] |
| ۲۸ مارس ۹۹    | ۰۹:۵۵:۴۴           | ۴۷         | جزئی   | ۰٫۵۴۰۸ | —                   | ۶۰°۴۸′جنوبی ۱۶۷°۳۶′شرقی / ۶۰٫۸°جنوبی ۱۶۷٫۶°شرقی | —                      |                 | [ ۱ ] |
| ۲۶ آوریل ۹۹   | ۱۷:۲۶:۴۴           | ۸۵         | جزئی   | ۰٫۴۶۷۲ | —                   | ۶۱°۳۶′شمالی ۱۴۸°۳۰′غربی / ۶۱٫۶°شمالی ۱۴۸٫۵°غربی | —                      |                 | [ ۱ ] |
| ۲۰ سپتامبر ۹۹ | ۱۵:۲۱:۳۱           | ۵۲         | جزئی   | ۰٫۲۱۷۲ | —                   | ۶۰°۵۴′شمالی ۹۰°۳۰′شرقی / ۶۰٫۹°شمالی ۹۰٫۵°شرقی   | —                      |                 | [ ۱ ] |
| ۲۰ اکتبر ۹۹   | ۰۷:۳۲:۲۷           | ۹۰         | جزئی   | ۰٫۱۲۳۳ | —                   | ۶۱°۰۶′جنوبی ۴°۳۰′شرقی / ۶۱٫۱°جنوبی ۴٫۵°شرقی     | —                      |                 | [ ۱ ] |
| ۱۷ مارس ۹۸    | ۲۳:۰۲:۵۹           | ۵۷         | مرکب   | ۱٫۰۰۰۱ | ۰۰ دقیقه و ۰۰ ثانیه | ۳۱°۲۴′جنوبی ۹۶°۳۶′غربی / ۳۱٫۴°جنوبی ۹۶٫۶°غربی   | ۰ کیلومتر (۰ مایل)     |                 | [ ۱ ] |
| ۱۰ سپتامبر ۹۸ | ۰۰:۴۶:۴۱           | ۶۲         | کامل   | ۱٫۰۲۰۴ | ۰۱ دقیقه و ۳۴ ثانیه | ۴۱°۱۸′شمالی ۱۱۹°۴۸′غربی / ۴۱٫۳°شمالی ۱۱۹٫۸°غربی | ۹۰ کیلومتر (۵۶ مایل)   |                 | [ ۱ ] |
| ۶ مارس ۹۷     | ۰۵:۰۲:۱۷           | ۶۷         | حلقه‌ای | ۰٫۹۴۹۵ | ۰۵ دقیقه و ۳۸ ثانیه | ۳°۰۶′شمالی ۱۵۰°۴۲′شرقی / ۳٫۱°شمالی ۱۵۰٫۷°شرقی   | ۱۸۸ کیلومتر (۱۱۷ مایل) |                 | [ ۱ ] |
| ۲۹ اوت ۹۷     | ۱۵:۵۵:۳۹           | ۷۲         | کامل   | ۱٫۰۶۳۶ | ۰۵ دقیقه و ۱۸ ثانیه | ۶°۴۲′شمالی ۱۲°۴۸′غربی / ۶٫۷°شمالی ۱۲٫۸°غربی     | ۲۰۹ کیلومتر (۱۳۰ مایل) |                 | [ ۱ ] |
| ۲۳ فوریه ۹۶   | ۰۵:۱۴:۳۷           | ۷۷         | حلقه‌ای | ۰٫۹۲۲۹ | ۰۷ دقیقه و ۱۹ ثانیه | ۴۷°۴۲′شمالی ۱۱۵°۱۸′شرقی / ۴۷٫۷°شمالی ۱۱۵٫۳°شرقی | ۷۳۲ کیلومتر (۴۵۵ مایل) |                 | [ ۱ ] |
| ۱۹ اوت ۹۶     | ۰۸:۲۴:۵۷           | ۸۲         | کامل   | ۱٫۰۴۷۲ | ۰۳ دقیقه و ۴۷ ثانیه | ۳۳°۳۰′جنوبی ۷۸°۵۴′شرقی / ۳۳٫۵°جنوبی ۷۸٫۹°شرقی   | ۲۵۲ کیلومتر (۱۵۷ مایل) |                 | [ ۱ ] |
| ۱۳ ژانویه ۹۵  | ۱۶:۰۴:۱۵           | ۴۹         | جزئی   | ۰٫۴۸۸۳ | —                   | ۶۳°۴۸′جنوبی ۱۳۵°۳۰′شرقی / ۶۳٫۸°جنوبی ۱۳۵٫۵°شرقی | —                      |                 | [ ۱ ] |
| ۱۰ ژوئیه ۹۵   | ۰۹:۵۹:۱۱           | ۵۴         | جزئی   | ۰٫۷۴۱۹ | —                   | ۶۴°۲۴′شمالی ۱۲۹°۳۰′غربی / ۶۴٫۴°شمالی ۱۲۹٫۵°غربی | —                      |                 | [ ۱ ] |
| ۳ ژانویه ۹۴   | ۰۳:۳۱:۳۶           | ۵۹         | کامل   | ۱٫۰۲۷۵ | ۰۲ دقیقه و ۰۳ ثانیه | ۵۵°۰۰′جنوبی ۱۷۳°۳۰′غربی / ۵۵٫۰°جنوبی ۱۷۳٫۵°غربی | ۱۱۰ کیلومتر (۶۸ مایل)  |                 | [ ۱ ] |
| ۲۹ ژوئن ۹۴    | ۱۳:۱۳:۱۶           | ۶۴         | حلقه‌ای | ۰٫۹۴۹۳ | ۰۵ دقیقه و ۱۷ ثانیه | ۴۶°۵۴′شمالی ۳۳°۱۲′شرقی / ۴۶٫۹°شمالی ۳۳٫۲°شرقی   | ۲۰۳ کیلومتر (۱۲۶ مایل) |                 | [ ۱ ] |
| ۲۳ دسامبر ۹۴  | ۱۸:۵۷:۳۱           | ۶۹         | کامل   | ۱٫۰۴۷۴ | ۰۴ دقیقه و ۲۸ ثانیه | ۱۵°۳۰′جنوبی ۵۶°۳۰′غربی / ۱۵٫۵°جنوبی ۵۶٫۵°غربی   | ۱۵۹ کیلومتر (۹۹ مایل)  |                 | [ ۱ ] |
| ۱۷ ژوئن ۹۳    | ۱۳:۵۱:۳۷           | ۷۴         | حلقه‌ای | ۰٫۹۵۷۶ | ۰۵ دقیقه و ۴۸ ثانیه | ۱°۴۸′شمالی ۱۸°۰۰′شرقی / ۱٫۸°شمالی ۱۸٫۰°شرقی     | ۱۶۶ کیلومتر (۱۰۳ مایل) |                 | [ ۱ ] |
| ۱۲ دسامبر ۹۳  | ۰۹:۴۴:۰۷           | ۷۹         | مرکب   | ۱٫۰۰۸۱ | ۰۰ دقیقه و ۴۶ ثانیه | ۳۳°۴۲′شمالی ۸۰°۴۲′شرقی / ۳۳٫۷°شمالی ۸۰٫۷°شرقی   | ۵۱ کیلومتر (۳۲ مایل)   |                 | [ ۱ ] |
| ۸ مه ۹۲       | ۰۹:۲۷:۵۷           | ۴۶         | جزئی   | ۰٫۰۴۱۴ | —                   | ۶۹°۴۸′شمالی ۵۷°۵۴′غربی / ۶۹٫۸°شمالی ۵۷٫۹°غربی   | —                      |                 | [ ۱ ] |
| ۶ ژوئن ۹۲     | ۱۹:۱۱:۲۶           | ۸۴         | جزئی   | ۰٫۷۸۲۱ | —                   | ۶۷°۲۴′جنوبی ۵۶°۰۶′غربی / ۶۷٫۴°جنوبی ۵۶٫۱°غربی   | —                      |                 | [ ۱ ] |
| ۲ نوامبر ۹۲   | ۰۲:۳۵:۵۲           | ۵۱         | جزئی   | ۰٫۳۳۴۱ | —                   | ۷۰°۳۰′جنوبی ۵۰°۳۰′شرقی / ۷۰٫۵°جنوبی ۵۰٫۵°شرقی   | —                      |                 | [ ۱ ] |
| ۲۸ آوریل ۹۱   | ۰۰:۳۲:۵۳           | ۵۶         | کامل   | ۱٫۰۶۷۷ | ۰۴ دقیقه و ۳۲ ثانیه | ۵۷°۴۲′شمالی ۱۶۱°۲۴′غربی / ۵۷٫۷°شمالی ۱۶۱٫۴°غربی | ۳۲۴ کیلومتر (۲۰۱ مایل) |                 | [ ۱ ] |
| ۲۲ اکتبر ۹۱   | ۰۲:۲۵:۰۸           | ۶۱         | حلقه‌ای | ۰٫۹۱۶۴ | ۰۸ دقیقه و ۱۱ ثانیه | ۵۳°۰۶′جنوبی ۱۶۹°۳۶′شرقی / ۵۳٫۱°جنوبی ۱۶۹٫۶°شرقی | ۴۵۰ کیلومتر (۲۸۰ مایل) |                 | [ ۱ ] |
| ۱۷ آوریل ۹۰   | ۱۷:۴۰:۳۲           | ۶۶         | کامل   | ۱٫۰۶۹۲ | ۰۶ دقیقه و ۱۵ ثانیه | ۹°۱۸′شمالی ۳۷°۴۲′غربی / ۹٫۳°شمالی ۳۷٫۷°غربی     | ۲۲۵ کیلومتر (۱۴۰ مایل) |                 | [ ۱ ] |
| ۱۱ اکتبر ۹۰   | ۰۳:۰۲:۲۹           | ۷۱         | حلقه‌ای | ۰٫۹۴۹۴ | ۰۶ دقیقه و ۱۲ ثانیه | ۶°۰۰′جنوبی ۱۷۹°۲۴′شرقی / ۶٫۰°جنوبی ۱۷۹٫۴°شرقی   | ۱۸۶ کیلومتر (۱۱۶ مایل) |                 | [ ۱ ] |
| ۶ آوریل ۸۹    | ۰۸:۰۹:۴۸           | ۷۶         | کامل   | ۱٫۰۱۴۸ | ۰۱ دقیقه و ۱۶ ثانیه | ۴۲°۳۰′جنوبی ۱۲۴°۱۲′شرقی / ۴۲٫۵°جنوبی ۱۲۴٫۲°شرقی | ۷۹ کیلومتر (۴۹ مایل)   |                 | [ ۱ ] |
| ۲۹ سپتامبر ۸۹ | ۱۰:۳۰:۲۳           | ۸۱         | مرکب   | ۱٫۰۰۱۳ | ۰۰ دقیقه و ۰۷ ثانیه | ۴۰°۴۸′شمالی ۸۴°۴۲′شرقی / ۴۰٫۸°شمالی ۸۴٫۷°شرقی   | ۶ کیلومتر (۳٫۷ مایل)   |                 | [ ۱ ] |
| ۲۵ فوریه ۸۸   | ۰۰:۳۳:۴۴           | ۴۸         | جزئی   | ۰٫۴۴۰۶ | —                   | ۷۱°۱۲′شمالی ۱۶۵°۱۸′شرقی / ۷۱٫۲°شمالی ۱۶۵٫۳°شرقی | —                      |                 | [ ۱ ] |
| ۲۰ اوت ۸۸     | ۱۵:۴۹:۵۸           | ۵۳         | جزئی   | ۰٫۵۶۸۲ | —                   | ۷۰°۳۰′جنوبی ۵۵°۵۴′غربی / ۷۰٫۵°جنوبی ۵۵٫۹°غربی   | —                      |                 | [ ۱ ] |
| ۱۹ سپتامبر ۸۸ | ۰۰:۲۹:۰۹           | ۹۱         | جزئی   | ۰٫۳۳۷۲ | —                   | ۷۱°۴۲′شمالی ۴۲°۱۸′غربی / ۷۱٫۷°شمالی ۴۲٫۳°غربی   | —                      |                 | [ ۱ ] |
| ۱۴ فوریه ۸۷   | ۰۰:۱۳:۱۰           | ۵۸         | حلقه‌ای | ۰٫۹۳۰۷ | ۰۸ دقیقه و ۵۱ ثانیه | ۲۲°۰۶′شمالی ۱۴۰°۰۰′غربی / ۲۲٫۱°شمالی ۱۴۰٫۰°غربی | ۳۲۳ کیلومتر (۲۰۱ مایل) |                 | [ ۱ ] |
| ۱۰ اوت ۸۷     | ۰۷:۵۶:۰۲           | ۶۳         | کامل   | ۱٫۰۴۲۲ | ۰۴ دقیقه و ۰۶ ثانیه | ۱۵°۳۶′جنوبی ۱۰۳°۰۶′شرقی / ۱۵٫۶°جنوبی ۱۰۳٫۱°شرقی | ۱۶۸ کیلومتر (۱۰۴ مایل) |                 | [ ۱ ] |
| ۳ فوریه ۸۶    | ۰۳:۱۳:۴۹           | ۶۸         | حلقه‌ای | ۰٫۹۷۰۹ | ۰۳ دقیقه و ۱۵ ثانیه | ۲۵°۰۰′جنوبی ۱۷۵°۰۰′غربی / ۲۵٫۰°جنوبی ۱۷۵٫۰°غربی | ۱۰۵ کیلومتر (۶۵ مایل)  |                 | [ ۱ ] |
| ۳۰ ژوئیه ۸۶   | ۱۹:۲۹:۲۱           | ۷۳         | حلقه‌ای | ۰٫۹۹۲۶ | ۰۰ دقیقه و ۴۶ ثانیه | ۳۱°۴۲′شمالی ۶۲°۰۶′غربی / ۳۱٫۷°شمالی ۶۲٫۱°غربی   | ۲۷ کیلومتر (۱۷ مایل)   |                 | [ ۱ ] |
| ۲۳ ژانویه ۸۵  | ۱۳:۲۳:۴۶           | ۷۸         | کامل   | ۱٫۰۱۵۸ | ۰۱ دقیقه و ۰۱ ثانیه | ۷۴°۴۸′جنوبی ۵۳°۰۰′شرقی / ۷۴٫۸°جنوبی ۵۳٫۰°شرقی   | ۹۷ کیلومتر (۶۰ مایل)   |                 | [ ۱ ] |
| ۱۸ ژوئیه ۸۵   | ۲۳:۵۴:۳۵           | ۸۳         | حلقه‌ای | ۰٫۹۳۷۵ | ۰۳ دقیقه و ۳۹ ثانیه | ۶۹°۵۴′شمالی ۳۸°۰۰′شرقی / ۶۹٫۹°شمالی ۳۸٫۰°شرقی   | —                      |                 | [ ۱ ] |
| ۱۳ دسامبر ۸۵  | ۱۸:۰۴:۰۷           | ۵۰         | جزئی   | ۰٫۶۱۹۹ | —                   | ۶۴°۴۸′شمالی ۲۰°۱۲′غربی / ۶۴٫۸°شمالی ۲۰٫۲°غربی   | —                      |                 | [ ۱ ] |
| ۱۲ ژانویه ۸۴  | ۰۴:۲۹:۲۳           | ۸۸         | جزئی   | ۰٫۱۳۷۹ | —                   | ۶۷°۳۶′جنوبی ۲۴°۵۴′غربی / ۶۷٫۶°جنوبی ۲۴٫۹°غربی   | —                      |                 | [ ۱ ] |
| ۸ ژوئن ۸۴     | ۱۰:۱۴:۵۸           | ۵۵         | جزئی   | ۰٫۸۲۰۸ | —                   | ۶۴°۱۲′جنوبی ۱۰۲°۲۴′شرقی / ۶۴٫۲°جنوبی ۱۰۲٫۴°شرقی | —                      |                 | [ ۱ ] |
| ۳ دسامبر ۸۴   | ۰۷:۴۷:۱۵           | ۶۰         | حلقه‌ای | ۰٫۹۹۷۴ | ۰۰ دقیقه و ۱۶ ثانیه | ۱۱°۳۶′شمالی ۱۱۷°۲۴′شرقی / ۱۱٫۶°شمالی ۱۱۷٫۴°شرقی | ۱۱ کیلومتر (۶٫۸ مایل)  |                 | [ ۱ ] |
| ۲۸ مه ۸۳      | ۱۷:۳۷:۴۵           | ۶۵         | کامل   | ۱٫۰۲۰۹ | ۰۲ دقیقه و ۱۱ ثانیه | ۶°۰۰′شمالی ۳۴°۱۸′غربی / ۶٫۰°شمالی ۳۴٫۳°غربی     | ۷۴ کیلومتر (۴۶ مایل)   |                 | [ ۱ ] |
| ۲۲ نوامبر ۸۳  | ۱۵:۱۹:۰۳           | ۷۰         | حلقه‌ای | ۰٫۹۴۵۸ | ۰۶ دقیقه و ۰۱ ثانیه | ۲۷°۰۰′جنوبی ۷°۳۰′غربی / ۲۷٫۰°جنوبی ۷٫۵°غربی     | ۲۰۱ کیلومتر (۱۲۵ مایل) |                 | [ ۱ ] |
| ۱۸ مه ۸۲      | ۰۷:۴۵:۴۵           | ۷۵         | کامل   | ۱٫۰۶۷۴ | ۰۴ دقیقه و ۵۲ ثانیه | ۴۶°۱۲′شمالی ۹۴°۳۶′شرقی / ۴۶٫۲°شمالی ۹۴٫۶°شرقی   | ۲۵۳ کیلومتر (۱۵۷ مایل) |                 | [ ۱ ] |
| ۱۱ نوامبر ۸۲  | ۱۵:۵۸:۱۲           | ۸۰         | حلقه‌ای | ۰٫۹۱۱۷ | ۰۷ دقیقه و ۱۲ ثانیه | ۶۳°۴۲′جنوبی ۶۰°۴۸′غربی / ۶۳٫۷°جنوبی ۶۰٫۸°غربی   | ۵۹۵ کیلومتر (۳۷۰ مایل) |                 | [ ۱ ] |
| ۷ آوریل ۸۱    | ۱۷:۳۷:۴۹           | ۴۷         | جزئی   | ۰٫۴۲۷۷ | —                   | ۶۰°۵۴′جنوبی ۴۲°۳۶′شرقی / ۶۰٫۹°جنوبی ۴۲٫۶°شرقی   | —                      |                 | [ ۱ ] |
| ۷ مه ۸۱       | ۰۰:۵۸:۱۹           | ۸۵         | جزئی   | ۰٫۵۹۵۸ | —                   | ۶۲°۰۶′شمالی ۸۸°۴۸′شرقی / ۶۲٫۱°شمالی ۸۸٫۸°شرقی   | —                      |                 | [ ۱ ] |
| ۳۰ سپتامبر ۸۱ | ۲۳:۱۲:۴۴           | ۵۲         | جزئی   | ۰٫۱۷۶۹ | —                   | ۶۰°۵۴′شمالی ۳۶°۴۸′غربی / ۶۰٫۹°شمالی ۳۶٫۸°غربی   | —                      |                 | [ ۱ ] |
| ۳۰ اکتبر ۸۱   | ۱۵:۳۱:۵۹           | ۹۰         | جزئی   | ۰٫۱۴۹۸ | —                   | ۶۱°۳۰′جنوبی ۱۲۴°۵۴′غربی / ۶۱٫۵°جنوبی ۱۲۴٫۹°غربی | —                      |                 | [ ۱ ] |
| ۲۸ مارس ۸۰    | ۰۶:۳۱:۳۳           | ۵۷         | حلقه‌ای | ۰٫۹۹۸۹ | ۰۰ دقیقه و ۰۶ ثانیه | ۳۰°۴۲′جنوبی ۱۵۱°۱۸′شرقی / ۳۰٫۷°جنوبی ۱۵۱٫۳°شرقی | ۵ کیلومتر (۳٫۱ مایل)   |                 | [ ۱ ] |
| ۲۰ سپتامبر ۸۰ | ۰۸:۵۳:۴۹           | ۶۲         | کامل   | ۱٫۰۱۹۷ | ۰۱ دقیقه و ۳۲ ثانیه | ۳۸°۵۴′شمالی ۱۱۷°۴۸′شرقی / ۳۸٫۹°شمالی ۱۱۷٫۸°شرقی | ۹۰ کیلومتر (۵۶ مایل)   |                 | [ ۱ ] |
| ۱۷ مارس ۷۹    | ۱۲:۱۱:۲۹           | ۶۷         | حلقه‌ای | ۰٫۹۵۰۶ | ۰۵ دقیقه و ۲۷ ثانیه | ۴°۳۰′شمالی ۴۳°۰۰′شرقی / ۴٫۵°شمالی ۴۳٫۰°شرقی     | ۱۸۳ کیلومتر (۱۱۴ مایل) |                 | [ ۱ ] |
| ۱۰ سپتامبر ۷۹ | ۰۰:۰۵:۴۵           | ۷۲         | کامل   | ۱٫۰۶۱۱ | ۰۵ دقیقه و ۰۲ ثانیه | ۴°۳۶′شمالی ۱۳۵°۴۸′غربی / ۴٫۶°شمالی ۱۳۵٫۸°غربی   | ۲۰۱ کیلومتر (۱۲۵ مایل) |                 | [ ۱ ] |
| ۶ مارس ۷۸     | ۱۲:۲۴:۴۰           | ۷۷         | حلقه‌ای | ۰٫۹۲۷۹ | ۰۶ دقیقه و ۵۰ ثانیه | ۴۵°۱۲′شمالی ۸°۲۴′شرقی / ۴۵٫۲°شمالی ۸٫۴°شرقی     | ۵۳۹ کیلومتر (۳۳۵ مایل) |                 | [ ۱ ] |
| ۳۰ اوت ۷۸     | ۱۶:۲۱:۴۶           | ۸۲         | کامل   | ۱٫۰۴۲۹ | ۰۳ دقیقه و ۲۵ ثانیه | ۳۲°۴۲′جنوبی ۴۲°۰۰′غربی / ۳۲٫۷°جنوبی ۴۲٫۰°غربی   | ۲۱۱ کیلومتر (۱۳۱ مایل) |                 | [ ۱ ] |
| ۲۵ ژانویه ۷۷  | ۰۰:۱۶:۰۴           | ۴۹         | جزئی   | ۰٫۴۶۶۸ | —                   | ۶۳°۰۰′جنوبی ۲°۲۴′شرقی / ۶۳٫۰°جنوبی ۲٫۴°شرقی     | —                      |                 | [ ۱ ] |
| ۲۳ فوریه ۷۷   | ۱۴:۲۰:۳۰           | ۸۷         | جزئی   | ۰٫۰۱۲۱ | —                   | ۶۱°۱۸′شمالی ۵۳°۰۰′غربی / ۶۱٫۳°شمالی ۵۳٫۰°غربی   | —                      |                 | [ ۱ ] |
| ۲۰ ژوئیه ۷۷   | ۱۶:۵۴:۳۵           | ۵۴         | جزئی   | ۰٫۶۰۹۴ | —                   | ۶۳°۳۰′شمالی ۱۱۶°۱۸′شرقی / ۶۳٫۵°شمالی ۱۱۶٫۳°شرقی | —                      |                 | [ ۱ ] |
| ۱۹ اوت ۷۷     | ۰۵:۰۱:۵۷           | ۹۲         | جزئی   | ۰٫۰۲۹۹ | —                   | ۶۱°۴۸′جنوبی ۹۰°۰۶′شرقی / ۶۱٫۸°جنوبی ۹۰٫۱°شرقی   | —                      |                 | [ ۱ ] |
| ۱۳ ژانویه ۷۶  | ۱۲:۰۹:۳۷           | ۵۹         | کامل   | ۱٫۰۳۱۵ | ۰۲ دقیقه و ۱۹ ثانیه | ۵۳°۲۴′جنوبی ۶۱°۱۸′شرقی / ۵۳٫۴°جنوبی ۶۱٫۳°شرقی   | ۱۲۷ کیلومتر (۷۹ مایل)  |                 | [ ۱ ] |
| ۹ ژوئیه ۷۶    | ۱۹:۴۰:۴۰           | ۶۴         | حلقه‌ای | ۰٫۹۴۶۱ | ۰۵ دقیقه و ۱۸ ثانیه | ۵۱°۰۰′شمالی ۵۹°۱۲′غربی / ۵۱٫۰°شمالی ۵۹٫۲°غربی   | ۲۲۶ کیلومتر (۱۴۰ مایل) |                 | [ ۱ ] |
| ۳ ژانویه ۷۵   | ۰۳:۴۵:۵۵           | ۶۹         | کامل   | ۱٫۰۴۸۵ | ۰۴ دقیقه و ۳۰ ثانیه | ۱۵°۳۰′جنوبی ۱۷۱°۱۸′شرقی / ۱۵٫۵°جنوبی ۱۷۱٫۳°شرقی | ۱۶۳ کیلومتر (۱۰۱ مایل) |                 | [ ۱ ] |
| ۲۸ ژوئن ۷۵    | ۲۰:۲۱:۲۴           | ۷۴         | حلقه‌ای | ۰٫۹۵۸۹ | ۰۵ دقیقه و ۲۹ ثانیه | ۷°۱۸′شمالی ۸۰°۴۸′غربی / ۷٫۳°شمالی ۸۰٫۸°غربی     | ۱۵۶ کیلومتر (۹۷ مایل)  |                 | [ ۱ ] |
| ۲۳ دسامبر ۷۵  | ۱۸:۲۶:۲۴           | ۷۹         | مرکب   | ۱٫۰۰۶۶ | ۰۰ دقیقه و ۳۷ ثانیه | ۳۲°۵۴′شمالی ۵۴°۱۲′غربی / ۳۲٫۹°شمالی ۵۴٫۲°غربی   | ۴۱ کیلومتر (۲۵ مایل)   |                 | [ ۱ ] |
| ۱۸ ژوئن ۷۴    | ۰۲:۰۶:۲۴           | ۸۴         | جزئی   | ۰٫۹۳۲۰ | —                   | ۶۶°۲۴′جنوبی ۱۷۱°۲۴′غربی / ۶۶٫۴°جنوبی ۱۷۱٫۴°غربی | —                      |                 | [ ۱ ] |
| ۱۳ نوامبر ۷۴  | ۱۰:۴۳:۱۲           | ۵۱         | جزئی   | ۰٫۳۱۹۹ | —                   | ۶۹°۳۶′جنوبی ۸۴°۵۴′غربی / ۶۹٫۶°جنوبی ۸۴٫۹°غربی   | —                      |                 | [ ۱ ] |
| ۸ مه ۷۳       | ۰۸:۰۱:۵۵           | ۵۶         | کامل   | ۱٫۰۶۹۰ | ۰۴ دقیقه و ۱۶ ثانیه | ۶۷°۱۲′شمالی ۷۹°۴۸′شرقی / ۶۷٫۲°شمالی ۷۹٫۸°شرقی   | ۳۷۶ کیلومتر (۲۳۴ مایل) |                 | [ ۱ ] |
| ۱ نوامبر ۷۳   | ۱۰:۱۷:۰۸           | ۶۱         | حلقه‌ای | ۰٫۹۱۴۷ | ۰۸ دقیقه و ۰۱ ثانیه | ۵۸°۲۴′جنوبی ۵۰°۳۶′شرقی / ۵۸٫۴°جنوبی ۵۰٫۶°شرقی   | ۴۷۰ کیلومتر (۲۹۰ مایل) |                 | [ ۱ ] |
| ۲۸ آوریل ۷۲   | ۰۱:۱۲:۵۱           | ۶۶         | کامل   | ۱٫۰۶۹۴ | ۰۶ دقیقه و ۱۳ ثانیه | ۱۶°۴۸′شمالی ۱۵۳°۱۸′غربی / ۱۶٫۸°شمالی ۱۵۳٫۳°غربی | ۲۲۶ کیلومتر (۱۴۰ مایل) |                 | [ ۱ ] |
| ۲۱ اکتبر ۷۲   | ۱۱:۰۳:۴۵           | ۷۱         | حلقه‌ای | ۰٫۹۴۹۵ | ۰۶ دقیقه و ۰۹ ثانیه | ۱۱°۰۶′جنوبی ۵۷°۳۰′شرقی / ۱۱٫۱°جنوبی ۵۷٫۵°شرقی   | ۱۸۵ کیلومتر (۱۱۵ مایل) |                 | [ ۱ ] |
| ۱۷ آوریل ۷۱   | ۱۵:۲۹:۰۱           | ۷۶         | کامل   | ۱٫۰۱۴۹ | ۰۱ دقیقه و ۲۲ ثانیه | ۳۴°۰۰′جنوبی ۸°۰۶′شرقی / ۳۴٫۰°جنوبی ۸٫۱°شرقی     | ۷۲ کیلومتر (۴۵ مایل)   |                 | [ ۱ ] |
| ۱۰ اکتبر ۷۱   | ۱۸:۴۸:۲۸           | ۸۱         | مرکب   | ۱٫۰۰۲۰ | ۰۰ دقیقه و ۱۱ ثانیه | ۳۵°۱۲′شمالی ۴۳°۳۰′غربی / ۳۵٫۲°شمالی ۴۳٫۵°غربی   | ۹ کیلومتر (۵٫۶ مایل)   |                 | [ ۱ ] |
| ۸ مارس ۷۰     | ۰۷:۴۶:۴۳           | ۴۸         | جزئی   | ۰٫۳۵۹۵ | —                   | ۷۱°۴۲′شمالی ۴۲°۳۰′شرقی / ۷۱٫۷°شمالی ۴۲٫۵°شرقی   | —                      |                 | [ ۱ ] |
| ۶ آوریل ۷۰    | ۲۳:۰۱:۳۱           | ۸۶         | جزئی   | ۰٫۰۶۰۷ | —                   | ۷۱°۳۶′جنوبی ۴۴°۱۸′غربی / ۷۱٫۶°جنوبی ۴۴٫۳°غربی   | —                      |                 | [ ۱ ] |
| ۳۱ اوت ۷۰     | ۲۳:۵۲:۴۷           | ۵۳         | جزئی   | ۰٫۴۸۷۸ | —                   | ۷۱°۰۶′جنوبی ۱۶۹°۱۸′شرقی / ۷۱٫۱°جنوبی ۱۶۹٫۳°شرقی | —                      |                 | [ ۱ ] |
| ۳۰ سپتامبر ۷۰ | ۰۸:۵۲:۴۷           | ۹۱         | جزئی   | ۰٫۳۸۶۶ | —                   | ۷۱°۴۸′شمالی ۱۷۶°۴۸′شرقی / ۷۱٫۸°شمالی ۱۷۶٫۸°شرقی | —                      |                 | [ ۱ ] |
| ۲۵ فوریه ۶۹   | ۰۷:۳۵:۰۷           | ۵۸         | حلقه‌ای | ۰٫۹۳۴۵ | ۰۷ دقیقه و ۵۱ ثانیه | ۲۸°۱۲′شمالی ۱۰۵°۴۲′شرقی / ۲۸٫۲°شمالی ۱۰۵٫۷°شرقی | ۳۱۵ کیلومتر (۱۹۶ مایل) |                 | [ ۱ ] |
| ۲۰ اوت ۶۹     | ۱۵:۴۱:۰۵           | ۶۳         | کامل   | ۱٫۰۳۵۷ | ۰۳ دقیقه و ۲۲ ثانیه | ۲۲°۰۶′جنوبی ۱۶°۵۴′غربی / ۲۲٫۱°جنوبی ۱۶٫۹°غربی   | ۱۴۹ کیلومتر (۹۳ مایل)  |                 | [ ۱ ] |
| ۱۳ فوریه ۶۸   | ۱۱:۰۶:۵۶           | ۶۸         | حلقه‌ای | ۰٫۹۷۶۹ | ۰۲ دقیقه و ۳۵ ثانیه | ۲۰°۰۰′جنوبی ۶۵°۵۴′شرقی / ۲۰٫۰°جنوبی ۶۵٫۹°شرقی   | ۸۳ کیلومتر (۵۲ مایل)   |                 | [ ۱ ] |
| ۱۰ اوت ۶۸     | ۰۲:۴۲:۰۷           | ۷۳         | حلقه‌ای | ۰٫۹۸۶۷ | ۰۱ دقیقه و ۲۶ ثانیه | ۲۵°۱۸′شمالی ۱۷۱°۱۲′غربی / ۲۵٫۳°شمالی ۱۷۱٫۲°غربی | ۴۷ کیلومتر (۲۹ مایل)   |                 | [ ۱ ] |
| ۲ فوریه ۶۷    | ۲۱:۴۶:۳۶           | ۷۸         | کامل   | ۱٫۰۲۱۷ | ۰۱ دقیقه و ۲۶ ثانیه | ۶۹°۰۶′جنوبی ۷۱°۰۰′غربی / ۶۹٫۱°جنوبی ۷۱٫۰°غربی   | ۱۲۵ کیلومتر (۷۸ مایل)  |                 | [ ۱ ] |
| ۳۰ ژوئیه ۶۷   | ۰۶:۳۶:۴۴           | ۸۳         | حلقه‌ای | ۰٫۹۳۸۶ | ۰۴ دقیقه و ۱۷ ثانیه | ۸۲°۳۰′شمالی ۱۵۸°۲۴′غربی / ۸۲٫۵°شمالی ۱۵۸٫۴°غربی | ۶۱۷ کیلومتر (۳۸۳ مایل) |                 | [ ۱ ] |
| ۲۵ دسامبر ۶۷  | ۰۲:۵۳:۴۲           | ۵۰         | جزئی   | ۰٫۶۱۰۳ | —                   | ۶۵°۴۸′شمالی ۱۶۳°۳۰′غربی / ۶۵٫۸°شمالی ۱۶۳٫۵°غربی | —                      |                 | [ ۱ ] |
| ۲۳ ژانویه ۶۶  | ۱۳:۰۷:۲۱           | ۸۸         | جزئی   | ۰٫۱۶۲۵ | —                   | ۶۸°۳۶′جنوبی ۱۶۶°۴۲′غربی / ۶۸٫۶°جنوبی ۱۶۶٫۷°غربی | —                      |                 | [ ۱ ] |
| ۱۹ ژوئن ۶۶    | ۱۶:۵۰:۱۹           | ۵۵         | جزئی   | ۰٫۶۸۲۲ | —                   | ۶۵°۰۶′جنوبی ۷°۰۶′غربی / ۶۵٫۱°جنوبی ۷٫۱°غربی     | —                      |                 | [ ۱ ] |
| ۱۴ دسامبر ۶۶  | ۱۶:۲۶:۰۷           | ۶۰         | حلقه‌ای | ۰٫۹۹۴۹ | ۰۰ دقیقه و ۳۳ ثانیه | ۱۱°۰۰′شمالی ۱۴°۳۰′غربی / ۱۱٫۰°شمالی ۱۴٫۵°غربی   | ۲۲ کیلومتر (۱۴ مایل)   |                 | [ ۱ ] |
| ۸ ژوئن ۶۵     | ۰۰:۴۰:۳۵           | ۶۵         | کامل   | ۱٫۰۲۴۱ | ۰۲ دقیقه و ۳۴ ثانیه | ۲°۴۸′شمالی ۱۴۰°۴۲′غربی / ۲٫۸°شمالی ۱۴۰٫۷°غربی   | ۸۷ کیلومتر (۵۴ مایل)   |                 | [ ۱ ] |
| ۲ دسامبر ۶۵   | ۲۳:۳۴:۴۹           | ۷۰         | حلقه‌ای | ۰٫۹۴۳۲ | ۰۶ دقیقه و ۲۸ ثانیه | ۲۹°۰۶′جنوبی ۱۳۰°۴۲′غربی / ۲۹٫۱°جنوبی ۱۳۰٫۷°غربی | ۲۱۲ کیلومتر (۱۳۲ مایل) |                 | [ ۱ ] |
| ۲۸ مه ۶۴      | ۱۵:۰۸:۲۲           | ۷۵         | کامل   | ۱٫۰۷۰۷ | ۰۵ دقیقه و ۱۵ ثانیه | ۴۴°۴۸′شمالی ۱۲°۱۲′غربی / ۴۴٫۸°شمالی ۱۲٫۲°غربی   | ۲۵۳ کیلومتر (۱۵۷ مایل) |                 | [ ۱ ] |
| ۲۱ نوامبر ۶۴  | ۲۳:۵۸:۱۵           | ۸۰         | حلقه‌ای | ۰٫۹۱۰۸ | ۰۷ دقیقه و ۱۲ ثانیه | ۶۷°۴۸′جنوبی ۱۷۹°۵۴′شرقی / ۶۷٫۸°جنوبی ۱۷۹٫۹°شرقی | ۵۹۵ کیلومتر (۳۷۰ مایل) |                 | [ ۱ ] |
| ۱۹ آوریل ۶۳   | ۰۱:۱۰:۲۵           | ۴۷         | جزئی   | ۰٫۳۰۱۱ | —                   | ۶۱°۱۲′جنوبی ۸۰°۱۲′غربی / ۶۱٫۲°جنوبی ۸۰٫۲°غربی   | —                      |                 | [ ۱ ] |
| ۱۸ مه ۶۳      | ۰۸:۲۴:۳۱           | ۸۵         | جزئی   | ۰٫۷۳۲۶ | —                   | ۶۲°۴۲′شمالی ۳۲°۴۲′غربی / ۶۲٫۷°شمالی ۳۲٫۷°غربی   | —                      |                 | [ ۱ ] |
| ۱۲ اکتبر ۶۳   | ۰۷:۱۵:۰۲           | ۵۲         | جزئی   | ۰٫۱۵۰۶ | —                   | ۶۱°۰۰′شمالی ۱۶۶°۴۸′غربی / ۶۱٫۰°شمالی ۱۶۶٫۸°غربی | —                      |                 | [ ۱ ] |
| ۱۰ نوامبر ۶۳  | ۲۳:۳۸:۴۴           | ۹۰         | جزئی   | ۰٫۱۶۷۵ | —                   | ۶۲°۱۲′جنوبی ۱۰۳°۴۲′شرقی / ۶۲٫۲°جنوبی ۱۰۳٫۷°شرقی | —                      |                 | [ ۱ ] |
| ۸ آوریل ۶۲    | ۱۳:۴۹:۱۵           | ۵۷         | حلقه‌ای | ۰٫۹۹۷۱ | ۰۰ دقیقه و ۱۶ ثانیه | ۳۱°۰۰′جنوبی ۴۱°۵۴′شرقی / ۳۱٫۰°جنوبی ۴۱٫۹°شرقی   | ۱۴ کیلومتر (۸٫۷ مایل)  |                 | [ ۱ ] |
| ۱ اکتبر ۶۲    | ۱۷:۱۰:۲۸           | ۶۲         | کامل   | ۱٫۰۱۹۲ | ۰۱ دقیقه و ۳۱ ثانیه | ۳۶°۱۸′شمالی ۸°۰۰′غربی / ۳۶٫۳°شمالی ۸٫۰°غربی     | ۹۱ کیلومتر (۵۷ مایل)   |                 | [ ۱ ] |
| ۲۷ مارس ۶۱    | ۱۹:۱۰:۴۸           | ۶۷         | حلقه‌ای | ۰٫۹۵۱۵ | ۰۵ دقیقه و ۲۱ ثانیه | ۵°۳۶′شمالی ۶۱°۵۴′غربی / ۵٫۶°شمالی ۶۱٫۹°غربی     | ۱۷۸ کیلومتر (۱۱۱ مایل) |                 | [ ۱ ] |
| ۲۰ سپتامبر ۶۱ | ۰۸:۲۴:۰۷           | ۷۲         | کامل   | ۱٫۰۵۸۴ | ۰۴ دقیقه و ۴۸ ثانیه | ۱°۴۸′شمالی ۹۸°۵۴′شرقی / ۱٫۸°شمالی ۹۸٫۹°شرقی     | ۱۹۲ کیلومتر (۱۱۹ مایل) |                 | [ ۱ ] |
| ۱۶ مارس ۶۰    | ۱۹:۲۵:۴۸           | ۷۷         | حلقه‌ای | ۰٫۹۳۲۹ | ۰۶ دقیقه و ۱۹ ثانیه | ۴۳°۴۲′شمالی ۹۶°۰۰′غربی / ۴۳٫۷°شمالی ۹۶٫۰°غربی   | ۴۲۲ کیلومتر (۲۶۲ مایل) |                 | [ ۱ ] |
| ۱۰ سپتامبر ۶۰ | ۰۰:۲۵:۱۰           | ۸۲         | کامل   | ۱٫۰۳۸۰ | ۰۲ دقیقه و ۵۹ ثانیه | ۳۳°۱۸′جنوبی ۱۶۴°۳۰′غربی / ۳۳٫۳°جنوبی ۱۶۴٫۵°غربی | ۱۷۸ کیلومتر (۱۱۱ مایل) |                 | [ ۱ ] |
| ۴ فوریه ۵۹    | ۰۸:۲۳:۰۵           | ۴۹         | جزئی   | ۰٫۴۳۷۰ | —                   | ۶۲°۱۸′جنوبی ۱۲۹°۲۴′غربی / ۶۲٫۳°جنوبی ۱۲۹٫۴°غربی | —                      |                 | [ ۱ ] |
| ۵ مارس ۵۹     | ۲۱:۵۰:۱۷           | ۸۷         | جزئی   | ۰٫۰۸۸۹ | —                   | ۶۱°۰۰′شمالی ۱۷۵°۰۰′غربی / ۶۱٫۰°شمالی ۱۷۵٫۰°غربی | —                      |                 | [ ۱ ] |
| ۳۱ ژوئیه ۵۹   | ۲۳:۵۳:۳۴           | ۵۴         | جزئی   | ۰٫۴۸۵۵ | —                   | ۶۲°۴۲′شمالی ۱°۲۴′شرقی / ۶۲٫۷°شمالی ۱٫۴°شرقی     | —                      |                 | [ ۱ ] |
| ۳۰ اوت ۵۹     | ۱۲:۳۶:۲۷           | ۹۲         | جزئی   | ۰٫۱۰۶۶ | —                   | ۶۱°۲۴′جنوبی ۳۳°۱۲′غربی / ۶۱٫۴°جنوبی ۳۳٫۲°غربی   | —                      |                 | [ ۱ ] |
| ۲۴ ژانویه ۵۸  | ۲۰:۴۲:۳۱           | ۵۹         | کامل   | ۱٫۰۳۵۹ | ۰۲ دقیقه و ۳۶ ثانیه | ۵۱°۰۶′جنوبی ۶۳°۴۲′غربی / ۵۱٫۱°جنوبی ۶۳٫۷°غربی   | ۱۴۵ کیلومتر (۹۰ مایل)  |                 | [ ۱ ] |
| ۲۱ ژوئیه ۵۸   | ۰۲:۱۳:۲۹           | ۶۴         | حلقه‌ای | ۰٫۹۴۲۷ | ۰۵ دقیقه و ۲۳ ثانیه | ۵۳°۴۲′شمالی ۱۵۱°۳۶′غربی / ۵۳٫۷°شمالی ۱۵۱٫۶°غربی | ۲۵۴ کیلومتر (۱۵۸ مایل) |                 | [ ۱ ] |
| ۱۴ ژانویه ۵۷  | ۱۲:۳۰:۳۰           | ۶۹         | کامل   | ۱٫۰۴۹۹ | ۰۴ دقیقه و ۳۳ ثانیه | ۱۴°۴۲′جنوبی ۳۹°۵۴′شرقی / ۱۴٫۷°جنوبی ۳۹٫۹°شرقی   | ۱۶۷ کیلومتر (۱۰۴ مایل) |                 | [ ۱ ] |
| ۹ ژوئیه ۵۷    | ۰۲:۵۶:۲۱           | ۷۴         | حلقه‌ای | ۰٫۹۵۹۹ | ۰۵ دقیقه و ۰۹ ثانیه | ۱۱°۴۲′شمالی ۱۷۹°۵۴′شرقی / ۱۱٫۷°شمالی ۱۷۹٫۹°شرقی | ۱۴۹ کیلومتر (۹۳ مایل)  |                 | [ ۱ ] |
| ۳ ژانویه ۵۶   | ۰۳:۰۵:۲۳           | ۷۹         | مرکب   | ۱٫۰۰۵۴ | ۰۰ دقیقه و ۳۱ ثانیه | ۳۲°۳۰′شمالی ۱۷۱°۴۸′شرقی / ۳۲٫۵°شمالی ۱۷۱٫۸°شرقی | ۳۴ کیلومتر (۲۱ مایل)   |                 | [ ۱ ] |
| ۲۸ ژوئن ۵۶    | ۰۹:۰۵:۳۴           | ۸۴         | حلقه‌ای | ۰٫۹۹۹۱ | ۰۰ دقیقه و ۰۵ ثانیه | ۴۸°۳۰′جنوبی ۷۹°۳۰′شرقی / ۴۸٫۵°جنوبی ۷۹٫۵°شرقی   | ۱۰ کیلومتر (۶٫۲ مایل)  |                 | [ ۱ ] |
| ۲۳ نوامبر ۵۶  | ۱۸:۵۱:۴۸           | ۵۱         | جزئی   | ۰٫۳۰۹۰ | —                   | ۶۸°۳۶′جنوبی ۱۴۰°۰۰′شرقی / ۶۸٫۶°جنوبی ۱۴۰٫۰°شرقی | —                      |                 | [ ۱ ] |
| ۱۹ مه ۵۵      | ۱۵:۲۸:۲۳           | ۵۶         | کامل   | ۱٫۰۶۹۱ | ۰۳ دقیقه و ۵۵ ثانیه | ۷۷°۲۴′شمالی ۴۴°۳۶′غربی / ۷۷٫۴°شمالی ۴۴٫۶°غربی   | ۴۶۳ کیلومتر (۲۸۸ مایل) |                 | [ ۱ ] |
| ۱۲ نوامبر ۵۵  | ۱۸:۱۳:۵۷           | ۶۱         | حلقه‌ای | ۰٫۹۱۳۷ | ۰۷ دقیقه و ۴۹ ثانیه | ۶۳°۱۲′جنوبی ۶۷°۴۲′غربی / ۶۳٫۲°جنوبی ۶۷٫۷°غربی   | ۴۸۳ کیلومتر (۳۰۰ مایل) |                 | [ ۱ ] |
| ۹ مه ۵۴       | ۰۸:۴۱:۰۴           | ۶۶         | کامل   | ۱٫۰۶۸۶ | ۰۶ دقیقه و ۰۳ ثانیه | ۲۴°۱۲′شمالی ۹۲°۳۰′شرقی / ۲۴٫۲°شمالی ۹۲٫۵°شرقی   | ۲۲۶ کیلومتر (۱۴۰ مایل) |                 | [ ۱ ] |
| ۱ نوامبر ۵۴   | ۱۹:۱۱:۱۴           | ۷۱         | حلقه‌ای | ۰٫۹۵۰۳ | ۰۶ دقیقه و ۰۲ ثانیه | ۱۵°۴۲′جنوبی ۶۵°۲۴′غربی / ۱۵٫۷°جنوبی ۶۵٫۴°غربی   | ۱۸۲ کیلومتر (۱۱۳ مایل) |                 | [ ۱ ] |
| ۲۷ آوریل ۵۳   | ۲۲:۴۱:۵۸           | ۷۶         | کامل   | ۱٫۰۱۴۳ | ۰۱ دقیقه و ۲۵ ثانیه | ۲۵°۴۲′جنوبی ۱۰۵°۲۴′غربی / ۲۵٫۷°جنوبی ۱۰۵٫۴°غربی | ۶۳ کیلومتر (۳۹ مایل)   |                 | [ ۱ ] |
| ۲۱ اکتبر ۵۳   | ۰۳:۱۴:۰۹           | ۸۱         | مرکب   | ۱٫۰۰۲۸ | ۰۰ دقیقه و ۱۶ ثانیه | ۳۰°۱۸′شمالی ۱۷۳°۲۴′غربی / ۳۰٫۳°شمالی ۱۷۳٫۴°غربی | ۱۳ کیلومتر (۸٫۱ مایل)  |                 | [ ۱ ] |
| ۱۸ مارس ۵۲    | ۱۴:۴۸:۲۵           | ۴۸         | جزئی   | ۰٫۲۶۴۰ | —                   | ۷۱°۵۴′شمالی ۷۷°۴۸′غربی / ۷۱٫۹°شمالی ۷۷٫۸°غربی   | —                      |                 | [ ۱ ] |
| ۱۷ آوریل ۵۲   | ۰۵:۵۱:۰۰           | ۸۶         | جزئی   | ۰٫۱۷۴۶ | —                   | ۷۱°۱۲′جنوبی ۱۶۱°۰۶′غربی / ۷۱٫۲°جنوبی ۱۶۱٫۱°غربی | —                      |                 | [ ۱ ] |
| ۱۱ سپتامبر ۵۲ | ۰۸:۰۳:۳۸           | ۵۳         | جزئی   | ۰٫۴۲۰۴ | —                   | ۷۱°۳۶′جنوبی ۳۲°۰۰′شرقی / ۷۱٫۶°جنوبی ۳۲٫۰°شرقی   | —                      |                 | [ ۱ ] |
| ۱۰ اکتبر ۵۲   | ۱۷:۲۴:۳۶           | ۹۱         | جزئی   | ۰٫۴۲۳۵ | —                   | ۷۱°۳۶′شمالی ۳۳°۵۴′شرقی / ۷۱٫۶°شمالی ۳۳٫۹°شرقی   | —                      |                 | [ ۱ ] |
| ۷ مارس ۵۱     | ۱۴:۴۶:۵۸           | ۵۸         | حلقه‌ای | ۰٫۹۳۸۳ | ۰۶ دقیقه و ۵۱ ثانیه | ۳۵°۱۲′شمالی ۶°۴۸′غربی / ۳۵٫۲°شمالی ۶٫۸°غربی     | ۳۱۲ کیلومتر (۱۹۴ مایل) |                 | [ ۱ ] |
| ۳۱ اوت ۵۱     | ۲۳:۳۳:۵۴           | ۶۳         | کامل   | ۱٫۰۲۹۰ | ۰۲ دقیقه و ۳۸ ثانیه | ۲۸°۴۲′جنوبی ۱۳۹°۱۲′غربی / ۲۸٫۷°جنوبی ۱۳۹٫۲°غربی | ۱۲۷ کیلومتر (۷۹ مایل)  |                 | [ ۱ ] |
| ۲۴ فوریه ۵۰   | ۱۸:۵۰:۵۴           | ۶۸         | حلقه‌ای | ۰٫۹۸۳۱ | ۰۱ دقیقه و ۵۲ ثانیه | ۱۴°۰۶′جنوبی ۵۱°۳۶′غربی / ۱۴٫۱°جنوبی ۵۱٫۶°غربی   | ۶۰ کیلومتر (۳۷ مایل)   |                 | [ ۱ ] |
| ۲۱ اوت ۵۰     | ۱۰:۰۲:۱۶           | ۷۳         | حلقه‌ای | ۰٫۹۸۰۷ | ۰۲ دقیقه و ۱۰ ثانیه | ۱۸°۴۸′شمالی ۷۷°۱۲′شرقی / ۱۸٫۸°شمالی ۷۷٫۲°شرقی   | ۶۹ کیلومتر (۴۳ مایل)   |                 | [ ۱ ] |
| ۱۴ فوریه ۴۹   | ۰۶:۰۲:۳۸           | ۷۸         | کامل   | ۱٫۰۲۷۹ | ۰۱ دقیقه و ۵۴ ثانیه | ۶۲°۴۲′جنوبی ۱۶۳°۰۶′شرقی / ۶۲٫۷°جنوبی ۱۶۳٫۱°شرقی | ۱۵۰ کیلومتر (۹۳ مایل)  |                 | [ ۱ ] |
| ۹ اوت ۴۹      | ۱۳:۲۴:۱۸           | ۸۳         | حلقه‌ای | ۰٫۹۳۶۷ | ۰۴ دقیقه و ۵۵ ثانیه | ۷۳°۱۲′شمالی ۶۰°۴۸′شرقی / ۷۳٫۲°شمالی ۶۰٫۸°شرقی   | ۴۶۶ کیلومتر (۲۹۰ مایل) |                 | [ ۱ ] |
| ۴ ژانویه ۴۸   | ۱۱:۴۱:۰۷           | ۵۰         | جزئی   | ۰٫۵۹۷۶ | —                   | ۶۶°۵۴′شمالی ۵۳°۱۸′شرقی / ۶۶٫۹°شمالی ۵۳٫۳°شرقی   | —                      |                 | [ ۱ ] |
| ۲ فوریه ۴۸    | ۲۱:۴۰:۱۰           | ۸۸         | جزئی   | ۰٫۱۹۴۶ | —                   | ۶۹°۳۶′جنوبی ۵۲°۱۲′شرقی / ۶۹٫۶°جنوبی ۵۲٫۲°شرقی   | —                      |                 | [ ۱ ] |
| ۲۹ ژوئن ۴۸    | ۲۳:۲۸:۰۶           | ۵۵         | جزئی   | ۰٫۵۴۶۱ | —                   | ۶۶°۰۶′جنوبی ۱۱۷°۳۶′غربی / ۶۶٫۱°جنوبی ۱۱۷٫۶°غربی | —                      |                 | [ ۱ ] |
| ۲۵ دسامبر ۴۸  | ۰۱:۰۲:۵۳           | ۶۰         | حلقه‌ای | ۰٫۹۹۳۰ | ۰۰ دقیقه و ۴۷ ثانیه | ۱۱°۱۸′شمالی ۱۴۵°۵۴′غربی / ۱۱٫۳°شمالی ۱۴۵٫۹°غربی | ۳۰ کیلومتر (۱۹ مایل)   |                 | [ ۱ ] |
| ۱۹ ژوئن ۴۷    | ۰۷:۴۴:۳۲           | ۶۵         | کامل   | ۱٫۰۲۶۵ | ۰۲ دقیقه و ۵۲ ثانیه | ۱°۱۸′جنوبی ۱۱۲°۱۲′شرقی / ۱٫۳°جنوبی ۱۱۲٫۲°شرقی   | ۹۹ کیلومتر (۶۲ مایل)   |                 | [ ۱ ] |
| ۱۴ دسامبر ۴۷  | ۰۷:۵۰:۱۶           | ۷۰         | حلقه‌ای | ۰٫۹۴۱۳ | ۰۶ دقیقه و ۵۰ ثانیه | ۳۰°۲۴′جنوبی ۱۰۶°۳۰′شرقی / ۳۰٫۴°جنوبی ۱۰۶٫۵°شرقی | ۲۱۹ کیلومتر (۱۳۶ مایل) |                 | [ ۱ ] |
| ۸ ژوئن ۴۶     | ۲۲:۳۱:۴۰           | ۷۵         | کامل   | ۱٫۰۷۳۱ | ۰۵ دقیقه و ۳۷ ثانیه | ۴۲°۳۰′شمالی ۱۱۹°۳۰′غربی / ۴۲٫۵°شمالی ۱۱۹٫۵°غربی | ۲۵۳ کیلومتر (۱۵۷ مایل) |                 | [ ۱ ] |
| ۳ دسامبر ۴۶   | ۰۷:۵۹:۱۷           | ۸۰         | حلقه‌ای | ۰٫۹۱۰۵ | ۰۷ دقیقه و ۱۰ ثانیه | ۷۱°۴۲′جنوبی ۶۳°۱۸′شرقی / ۷۱٫۷°جنوبی ۶۳٫۳°شرقی   | ۵۹۲ کیلومتر (۳۶۸ مایل) |                 | [ ۱ ] |
| ۲۹ آوریل ۴۵   | ۰۸:۳۸:۴۱           | ۴۷         | جزئی   | ۰٫۱۶۹۰ | —                   | ۶۱°۴۲′جنوبی ۱۵۸°۰۶′شرقی / ۶۱٫۷°جنوبی ۱۵۸٫۱°شرقی | —                      |                 | [ ۱ ] |
| ۲۸ مه ۴۵      | ۱۵:۴۹:۵۴           | ۸۵         | جزئی   | ۰٫۸۷۰۱ | —                   | ۶۳°۲۴′شمالی ۱۵۴°۱۲′غربی / ۶۳٫۴°شمالی ۱۵۴٫۲°غربی | —                      |                 | [ ۱ ] |
| ۲۲ اکتبر ۴۵   | ۱۵:۲۴:۲۲           | ۵۲         | جزئی   | ۰٫۱۳۲۵ | —                   | ۶۱°۲۴′شمالی ۶۱°۱۸′شرقی / ۶۱٫۴°شمالی ۶۱٫۳°شرقی   | —                      |                 | [ ۱ ] |
| ۲۱ نوامبر ۴۵  | ۰۷:۴۹:۱۰           | ۹۰         | جزئی   | ۰٫۱۸۱۲ | —                   | ۶۲°۵۴′جنوبی ۲۸°۴۸′غربی / ۶۲٫۹°جنوبی ۲۸٫۸°غربی   | —                      |                 | [ ۱ ] |
| ۱۸ آوریل ۴۴   | ۲۰:۵۹:۰۸           | ۵۷         | حلقه‌ای | ۰٫۹۹۴۷ | ۰۰ دقیقه و ۲۹ ثانیه | ۳۲°۴۲′جنوبی ۶۵°۳۶′غربی / ۳۲٫۷°جنوبی ۶۵٫۶°غربی   | ۲۷ کیلومتر (۱۷ مایل)   |                 | [ ۱ ] |
| ۱۲ اکتبر ۴۴   | ۰۱:۳۴:۴۳           | ۶۲         | کامل   | ۱٫۰۱۸۹ | ۰۱ دقیقه و ۳۲ ثانیه | ۳۳°۴۸′شمالی ۱۳۶°۲۴′غربی / ۳۳٫۸°شمالی ۱۳۶٫۴°غربی | ۹۱ کیلومتر (۵۷ مایل)   |                 | [ ۱ ] |
| ۸ آوریل ۴۳    | ۰۲:۰۱:۰۴           | ۶۷         | حلقه‌ای | ۰٫۹۵۲۲ | ۰۵ دقیقه و ۱۹ ثانیه | ۶°۲۴′شمالی ۱۶۴°۱۸′غربی / ۶٫۴°شمالی ۱۶۴٫۳°غربی   | ۱۷۵ کیلومتر (۱۰۹ مایل) |                 | [ ۱ ] |
| ۱ اکتبر ۴۳    | ۱۶:۵۰:۱۳           | ۷۲         | کامل   | ۱٫۰۵۵۸ | ۰۴ دقیقه و ۳۵ ثانیه | ۱°۲۴′جنوبی ۲۸°۳۰′غربی / ۱٫۴°جنوبی ۲۸٫۵°غربی     | ۱۸۴ کیلومتر (۱۱۴ مایل) |                 | [ ۱ ] |
| ۲۸ مارس ۴۲    | ۰۲:۱۸:۲۰           | ۷۷         | حلقه‌ای | ۰٫۹۳۷۷ | ۰۵ دقیقه و ۵۰ ثانیه | ۴۲°۵۴′شمالی ۱۶۲°۱۸′شرقی / ۴۲٫۹°شمالی ۱۶۲٫۳°شرقی | ۳۴۳ کیلومتر (۲۱۳ مایل) |                 | [ ۱ ] |
| ۲۱ سپتامبر ۴۲ | ۰۸:۳۶:۴۱           | ۸۲         | کامل   | ۱٫۰۳۳۱ | ۰۲ دقیقه و ۳۴ ثانیه | ۳۵°۰۰′جنوبی ۷۱°۰۰′شرقی / ۳۵٫۰°جنوبی ۷۱٫۰°شرقی   | ۱۵۰ کیلومتر (۹۳ مایل)  |                 | [ ۱ ] |
| ۱۵ فوریه ۴۱   | ۱۶:۲۲:۴۱           | ۴۹         | جزئی   | ۰٫۳۹۴۲ | —                   | ۶۱°۴۲′جنوبی ۱۰۱°۰۰′شرقی / ۶۱٫۷°جنوبی ۱۰۱٫۰°شرقی | —                      |                 | [ ۱ ] |
| ۱۶ مارس ۴۱    | ۰۵:۱۲:۴۵           | ۸۷         | جزئی   | ۰٫۱۷۹۱ | —                   | ۶۰°۴۸′شمالی ۶۴°۵۴′شرقی / ۶۰٫۸°شمالی ۶۴٫۹°شرقی   | —                      |                 | [ ۱ ] |
| ۱۱ اوت ۴۱     | ۰۶:۵۸:۰۱           | ۵۴         | جزئی   | ۰٫۳۷۲۶ | —                   | ۶۲°۰۶′شمالی ۱۱۴°۳۶′غربی / ۶۲٫۱°شمالی ۱۱۴٫۶°غربی | —                      |                 | [ ۱ ] |
| ۹ سپتامبر ۴۱  | ۲۰:۱۷:۲۹           | ۹۲         | جزئی   | ۰٫۱۷۲۰ | —                   | ۶۱°۰۰′جنوبی ۱۵۸°۰۰′غربی / ۶۱٫۰°جنوبی ۱۵۸٫۰°غربی | —                      |                 | [ ۱ ] |
| ۴ فوریه ۴۰    | ۰۵:۰۸:۴۱           | ۵۹         | کامل   | ۱٫۰۴۰۴ | ۰۲ دقیقه و ۵۴ ثانیه | ۴۸°۳۰′جنوبی ۱۷۲°۰۶′شرقی / ۴۸٫۵°جنوبی ۱۷۲٫۱°شرقی | ۱۶۴ کیلومتر (۱۰۲ مایل) |                 | [ ۱ ] |
| ۳۱ ژوئیه ۴۰   | ۰۸:۵۲:۰۳           | ۶۴         | حلقه‌ای | ۰٫۹۳۹۰ | ۰۵ دقیقه و ۳۱ ثانیه | ۵۵°۰۶′شمالی ۱۱۵°۰۶′شرقی / ۵۵٫۱°شمالی ۱۱۵٫۱°شرقی | ۲۹۰ کیلومتر (۱۸۰ مایل) |                 | [ ۱ ] |
| ۲۴ ژانویه ۳۹  | ۲۱:۰۷:۲۷           | ۶۹         | کامل   | ۱٫۰۵۱۷ | ۰۴ دقیقه و ۳۷ ثانیه | ۱۳°۳۰′جنوبی ۸۹°۳۰′غربی / ۱۳٫۵°جنوبی ۸۹٫۵°غربی   | ۱۷۲ کیلومتر (۱۰۷ مایل) |                 | [ ۱ ] |
| ۲۰ ژوئیه ۳۹   | ۰۹:۳۷:۴۷           | ۷۴         | حلقه‌ای | ۰٫۹۶۰۳ | ۰۴ دقیقه و ۵۲ ثانیه | ۱۴°۴۸′شمالی ۷۹°۳۶′شرقی / ۱۴٫۸°شمالی ۷۹٫۶°شرقی   | ۱۴۵ کیلومتر (۹۰ مایل)  |                 | [ ۱ ] |
| ۱۴ ژانویه ۳۸  | ۱۱:۳۸:۰۳           | ۷۹         | مرکب   | ۱٫۰۰۴۸ | ۰۰ دقیقه و ۲۷ ثانیه | ۳۲°۱۸′شمالی ۳۹°۳۶′شرقی / ۳۲٫۳°شمالی ۳۹٫۶°شرقی   | ۳۰ کیلومتر (۱۹ مایل)   |                 | [ ۱ ] |
| ۹ ژوئیه ۳۸    | ۱۶:۱۰:۲۰           | ۸۴         | مرکب   | ۱٫۰۰۴۱ | ۰۰ دقیقه و ۲۴ ثانیه | ۳۷°۱۸′جنوبی ۲۹°۳۶′غربی / ۳۷٫۳°جنوبی ۲۹٫۶°غربی   | ۳۰ کیلومتر (۱۹ مایل)   |                 | [ ۱ ] |
| ۵ دسامبر ۳۸   | ۰۳:۰۰:۵۵           | ۵۱         | جزئی   | ۰٫۲۹۹۶ | —                   | ۶۷°۳۰′جنوبی ۵°۳۰′شرقی / ۶۷٫۵°جنوبی ۵٫۵°شرقی     | —                      |                 | [ ۱ ] |
| ۲۹ مه ۳۷      | ۲۲:۵۳:۴۵           | ۵۶         | کامل   | ۱٫۰۶۷۴ | ۰۳ دقیقه و ۲۸ ثانیه | ۸۴°۴۸′شمالی ۱۲۲°۱۸′شرقی / ۸۴٫۸°شمالی ۱۲۲٫۳°شرقی | ۶۸۳ کیلومتر (۴۲۴ مایل) |                 | [ ۱ ] |
| ۲۳ نوامبر ۳۷  | ۰۲:۱۵:۰۹           | ۶۱         | حلقه‌ای | ۰٫۹۱۳۴ | ۰۷ دقیقه و ۳۸ ثانیه | ۶۷°۱۲′جنوبی ۱۷۶°۰۰′شرقی / ۶۷٫۲°جنوبی ۱۷۶٫۰°شرقی | ۴۹۰ کیلومتر (۳۰۰ مایل) |                 | [ ۱ ] |
| ۱۹ مه ۳۶      | ۱۶:۰۳:۴۹           | ۶۶         | کامل   | ۱٫۰۶۷۲ | ۰۵ دقیقه و ۴۶ ثانیه | ۳۱°۲۴′شمالی ۱۹°۳۰′غربی / ۳۱٫۴°شمالی ۱۹٫۵°غربی   | ۲۲۵ کیلومتر (۱۴۰ مایل) |                 | [ ۱ ] |
| ۱۲ نوامبر ۳۶  | ۰۳:۲۵:۵۴           | ۷۱         | حلقه‌ای | ۰٫۹۵۱۵ | ۰۵ دقیقه و ۵۱ ثانیه | ۱۹°۲۴′جنوبی ۱۷۰°۲۴′شرقی / ۱۹٫۴°جنوبی ۱۷۰٫۴°شرقی | ۱۷۸ کیلومتر (۱۱۱ مایل) |                 | [ ۱ ] |
| ۹ مه ۳۵       | ۰۵:۴۷:۵۷           | ۷۶         | مرکب   | ۱٫۰۱۳۱ | ۰۱ دقیقه و ۲۳ ثانیه | ۱۷°۴۲′جنوبی ۱۴۳°۳۶′شرقی / ۱۷٫۷°جنوبی ۱۴۳٫۶°شرقی | ۵۵ کیلومتر (۳۴ مایل)   |                 | [ ۱ ] |
| ۱ نوامبر ۳۵   | ۱۱:۴۶:۴۶           | ۸۱         | مرکب   | ۱٫۰۰۴۰ | ۰۰ دقیقه و ۲۳ ثانیه | ۲۶°۰۶′شمالی ۵۵°۱۲′شرقی / ۲۶٫۱°شمالی ۵۵٫۲°شرقی   | ۱۸ کیلومتر (۱۱ مایل)   |                 | [ ۱ ] |
| ۲۹ مارس ۳۴    | ۲۱:۴۱:۳۰           | ۴۸         | جزئی   | ۰٫۱۵۷۷ | —                   | ۷۱°۴۸′شمالی ۱۶۴°۰۶′شرقی / ۷۱٫۸°شمالی ۱۶۴٫۱°شرقی | —                      |                 | [ ۱ ] |
| ۲۸ آوریل ۳۴   | ۱۲:۳۴:۰۲           | ۸۶         | جزئی   | ۰٫۲۹۷۰ | —                   | ۷۰°۳۶′جنوبی ۸۴°۰۶′شرقی / ۷۰٫۶°جنوبی ۸۴٫۱°شرقی   | —                      |                 | [ ۱ ] |
| ۲۲ سپتامبر ۳۴ | ۱۶:۲۲:۳۵           | ۵۳         | جزئی   | ۰٫۳۶۵۸ | —                   | ۷۱°۴۸′جنوبی ۱۰۷°۳۰′غربی / ۷۱٫۸°جنوبی ۱۰۷٫۵°غربی | —                      |                 | [ ۱ ] |
| ۲۲ اکتبر ۳۴   | ۰۲:۰۳:۲۵           | ۹۱         | جزئی   | ۰٫۴۴۹۸ | —                   | ۷۱°۰۶′شمالی ۱۱۰°۲۴′غربی / ۷۱٫۱°شمالی ۱۱۰٫۴°غربی | —                      |                 | [ ۱ ] |
| ۱۷ مارس ۳۳    | ۲۱:۵۲:۴۹           | ۵۸         | حلقه‌ای | ۰٫۹۴۲۱ | ۰۵ دقیقه و ۵۴ ثانیه | ۴۳°۰۶′شمالی ۱۱۸°۳۶′غربی / ۴۳٫۱°شمالی ۱۱۸٫۶°غربی | ۳۱۴ کیلومتر (۱۹۵ مایل) |                 | [ ۱ ] |
| ۱۱ سپتامبر ۳۳ | ۰۷:۳۲:۲۵           | ۶۳         | کامل   | ۱٫۰۲۲۴ | ۰۱ دقیقه و ۵۷ ثانیه | ۳۵°۱۸′جنوبی ۹۷°۰۰′شرقی / ۳۵٫۳°جنوبی ۹۷٫۰°شرقی   | ۱۰۳ کیلومتر (۶۴ مایل)  |                 | [ ۱ ] |
| ۷ مارس ۳۲     | ۰۲:۲۹:۲۳           | ۶۸         | حلقه‌ای | ۰٫۹۸۹۵ | ۰۱ دقیقه و ۰۹ ثانیه | ۷°۴۲′جنوبی ۱۶۸°۱۸′غربی / ۷٫۷°جنوبی ۱۶۸٫۳°غربی   | ۳۷ کیلومتر (۲۳ مایل)   |                 | [ ۱ ] |
| ۳۱ اوت ۳۲     | ۱۷:۲۸:۳۱           | ۷۳         | حلقه‌ای | ۰٫۹۷۴۵ | ۰۲ دقیقه و ۵۶ ثانیه | ۱۲°۱۸′شمالی ۳۶°۱۸′غربی / ۱۲٫۳°شمالی ۳۶٫۳°غربی   | ۹۱ کیلومتر (۵۷ مایل)   |                 | [ ۱ ] |
| ۲۴ فوریه ۳۱   | ۱۴:۱۰:۳۹           | ۷۸         | کامل   | ۱٫۰۳۴۳ | ۰۲ دقیقه و ۲۷ ثانیه | ۵۵°۴۲′جنوبی ۳۷°۳۶′شرقی / ۵۵٫۷°جنوبی ۳۷٫۶°شرقی   | ۱۷۲ کیلومتر (۱۰۷ مایل) |                 | [ ۱ ] |
| ۲۰ اوت ۳۱     | ۲۰:۲۰:۰۹           | ۸۳         | حلقه‌ای | ۰٫۹۳۴۱ | ۰۵ دقیقه و ۳۸ ثانیه | ۶۴°۰۰′شمالی ۵۳°۱۸′غربی / ۶۴٫۰°شمالی ۵۳٫۳°غربی   | ۴۱۲ کیلومتر (۲۵۶ مایل) |                 | [ ۱ ] |
| ۱۵ ژانویه ۳۰  | ۲۰:۲۱:۵۹           | ۵۰         | جزئی   | ۰٫۵۷۵۴ | —                   | ۶۸°۰۰′شمالی ۸۸°۴۸′غربی / ۶۸٫۰°شمالی ۸۸٫۸°غربی   | —                      |                 | [ ۱ ] |
| ۱۴ فوریه ۳۰   | ۰۶:۰۴:۲۱           | ۸۸         | جزئی   | ۰٫۲۳۹۲ | —                   | ۷۰°۲۴′جنوبی ۸۷°۱۸′غربی / ۷۰٫۴°جنوبی ۸۷٫۳°غربی   | —                      |                 | [ ۱ ] |
| ۱۱ ژوئیه ۳۰   | ۰۶:۱۳:۰۳           | ۵۵         | جزئی   | ۰٫۴۱۹۰ | —                   | ۶۷°۰۶′جنوبی ۱۲۹°۴۲′شرقی / ۶۷٫۱°جنوبی ۱۲۹٫۷°شرقی | —                      |                 | [ ۱ ] |
| ۹ اوت ۳۰      | ۲۰:۲۷:۲۸           | ۹۳         | جزئی   | ۰٫۰۷۸۲ | —                   | ۶۹°۴۲′شمالی ۶۴°۴۸′شرقی / ۶۹٫۷°شمالی ۶۴٫۸°شرقی   | —                      |                 | [ ۱ ] |
| ۵ ژانویه ۲۹   | ۰۹:۳۳:۳۰           | ۶۰         | حلقه‌ای | ۰٫۹۹۱۵ | ۰۰ دقیقه و ۵۸ ثانیه | ۱۲°۳۶′شمالی ۸۴°۰۶′شرقی / ۱۲٫۶°شمالی ۸۴٫۱°شرقی   | ۳۷ کیلومتر (۲۳ مایل)   |                 | [ ۱ ] |
| ۲۹ ژوئن ۲۹    | ۱۴:۵۳:۵۷           | ۶۵         | کامل   | ۱٫۰۲۸۳ | ۰۳ دقیقه و ۰۳ ثانیه | ۶°۱۲′جنوبی ۳°۰۰′شرقی / ۶٫۲°جنوبی ۳٫۰°شرقی       | ۱۱۰ کیلومتر (۶۸ مایل)  |                 | [ ۱ ] |
| ۲۴ دسامبر ۲۹  | ۱۶:۰۱:۴۹           | ۷۰         | حلقه‌ای | ۰٫۹۴۰۰ | ۰۷ دقیقه و ۰۸ ثانیه | ۳۰°۳۰′جنوبی ۱۵°۰۶′غربی / ۳۰٫۵°جنوبی ۱۵٫۱°غربی   | ۲۲۴ کیلومتر (۱۳۹ مایل) |                 | [ ۱ ] |
| ۱۹ ژوئن ۲۸    | ۰۵:۵۵:۰۹           | ۷۵         | کامل   | ۱٫۰۷۴۶ | ۰۵ دقیقه و ۵۷ ثانیه | ۳۹°۱۲′شمالی ۱۳۲°۲۴′شرقی / ۳۹٫۲°شمالی ۱۳۲٫۴°شرقی | ۲۵۱ کیلومتر (۱۵۶ مایل) |                 | [ ۱ ] |
| ۱۳ دسامبر ۲۸  | ۱۶:۰۰:۱۸           | ۸۰         | حلقه‌ای | ۰٫۹۱۰۹ | ۰۷ دقیقه و ۰۸ ثانیه | ۷۴°۵۴′جنوبی ۴۸°۰۶′غربی / ۷۴٫۹°جنوبی ۴۸٫۱°غربی   | ۵۸۳ کیلومتر (۳۶۲ مایل) |                 | [ ۱ ] |
| ۱۰ مه ۲۷      | ۱۵:۵۹:۵۷           | ۴۷         | جزئی   | ۰٫۰۲۸۷ | —                   | ۶۲°۱۸′جنوبی ۳۷°۵۴′شرقی / ۶۲٫۳°جنوبی ۳۷٫۹°شرقی   | —                      |                 | [ ۱ ] |
| ۸ ژوئن ۲۷     | ۲۳:۱۳:۰۱           | ۸۵         | کامل   | ۱٫۰۰۹۵ | —                   | ۶۴°۱۸′شمالی ۸۴°۴۲′شرقی / ۶۴٫۳°شمالی ۸۴٫۷°شرقی   | —                      |                 | [ ۱ ] |
| ۲ نوامبر ۲۷   | ۲۳:۴۱:۴۳           | ۵۲         | جزئی   | ۰٫۱۲۴۴ | —                   | ۶۱°۵۴′شمالی ۷۲°۴۲′غربی / ۶۱٫۹°شمالی ۷۲٫۷°غربی   | —                      |                 | [ ۱ ] |
| ۲ دسامبر ۲۷   | ۱۶:۰۲:۲۰           | ۹۰         | جزئی   | ۰٫۱۹۱۶ | —                   | ۶۳°۴۸′جنوبی ۱۶۲°۱۸′غربی / ۶۳٫۸°جنوبی ۱۶۲٫۳°غربی | —                      |                 | [ ۱ ] |
| ۳۰ آوریل ۲۶   | ۰۴:۰۰:۳۴           | ۵۷         | حلقه‌ای | ۰٫۹۹۱۵ | ۰۰ دقیقه و ۴۷ ثانیه | ۳۶°۱۸′جنوبی ۱۷۰°۴۲′غربی / ۳۶٫۳°جنوبی ۱۷۰٫۷°غربی | ۵۱ کیلومتر (۳۲ مایل)   |                 | [ ۱ ] |
| ۲۳ اکتبر ۲۶   | ۱۰:۰۷:۳۶           | ۶۲         | کامل   | ۱٫۰۱۸۹ | ۰۱ دقیقه و ۳۵ ثانیه | ۳۱°۱۲′شمالی ۹۲°۳۰′شرقی / ۳۱٫۲°شمالی ۹۲٫۵°شرقی   | ۹۳ کیلومتر (۵۸ مایل)   |                 | [ ۱ ] |
| ۱۸ آوریل ۲۵   | ۰۸:۴۲:۴۷           | ۶۷         | حلقه‌ای | ۰٫۹۵۲۷ | ۰۵ دقیقه و ۲۲ ثانیه | ۶°۳۶′شمالی ۹۵°۳۰′شرقی / ۶٫۶°شمالی ۹۵٫۵°شرقی     | ۱۷۳ کیلومتر (۱۰۷ مایل) |                 | [ ۱ ] |
| ۱۲ اکتبر ۲۵   | ۰۱:۲۳:۲۰           | ۷۲         | کامل   | ۱٫۰۵۳۲ | ۰۴ دقیقه و ۲۵ ثانیه | ۴°۴۸′جنوبی ۱۵۷°۴۲′غربی / ۴٫۸°جنوبی ۱۵۷٫۷°غربی   | ۱۷۶ کیلومتر (۱۰۹ مایل) |                 | [ ۱ ] |
| ۷ آوریل ۲۴    | ۰۹:۰۳:۴۵           | ۷۷         | حلقه‌ای | ۰٫۹۴۲۵ | ۰۵ دقیقه و ۲۳ ثانیه | ۴۲°۳۰′شمالی ۶۲°۵۴′شرقی / ۴۲٫۵°شمالی ۶۲٫۹°شرقی   | ۲۸۵ کیلومتر (۱۷۷ مایل) |                 | [ ۱ ] |
| ۱ اکتبر ۲۴    | ۱۶:۵۵:۱۰           | ۸۲         | کامل   | ۱٫۰۲۸۱ | ۰۲ دقیقه و ۰۹ ثانیه | ۳۷°۳۶′جنوبی ۵۵°۰۶′غربی / ۳۷٫۶°جنوبی ۵۵٫۱°غربی   | ۱۲۴ کیلومتر (۷۷ مایل)  |                 | [ ۱ ] |
| ۲۶ فوریه ۲۳   | ۰۰:۱۵:۰۲           | ۴۹         | جزئی   | ۰٫۳۳۹۳ | —                   | ۶۱°۱۸′جنوبی ۲۶°۴۲′غربی / ۶۱٫۳°جنوبی ۲۶٫۷°غربی   | —                      |                 | [ ۱ ] |
| ۲۷ مارس ۲۳    | ۱۲:۲۷:۴۸           | ۸۷         | جزئی   | ۰٫۲۸۲۹ | —                   | ۶۰°۴۲′شمالی ۵۳°۱۸′غربی / ۶۰٫۷°شمالی ۵۳٫۳°غربی   | —                      |                 | [ ۱ ] |
| ۲۲ اوت ۲۳     | ۱۴:۰۸:۴۳           | ۵۴         | جزئی   | ۰٫۲۷۱۹ | —                   | ۶۱°۳۰′شمالی ۱۲۸°۰۰′شرقی / ۶۱٫۵°شمالی ۱۲۸٫۰°شرقی | —                      |                 | [ ۱ ] |
| ۲۱ سپتامبر ۲۳ | ۰۴:۰۶:۰۶           | ۹۲         | جزئی   | ۰٫۲۲۴۵ | —                   | ۶۰°۵۴′جنوبی ۷۵°۱۸′شرقی / ۶۰٫۹°جنوبی ۷۵٫۳°شرقی   | —                      |                 | [ ۱ ] |
| ۱۵ فوریه ۲۲   | ۱۳:۲۸:۳۲           | ۵۹         | کامل   | ۱٫۰۴۵۰ | ۰۳ دقیقه و ۱۳ ثانیه | ۴۵°۴۸′جنوبی ۴۸°۳۰′شرقی / ۴۵٫۸°جنوبی ۴۸٫۵°شرقی   | ۱۸۶ کیلومتر (۱۱۶ مایل) |                 | [ ۱ ] |
| ۱۱ اوت ۲۲     | ۱۵:۳۷:۳۲           | ۶۴         | حلقه‌ای | ۰٫۹۳۵۱ | ۰۵ دقیقه و ۴۲ ثانیه | ۵۵°۱۸′شمالی ۱۹°۴۸′شرقی / ۵۵٫۳°شمالی ۱۹٫۸°شرقی   | ۳۳۴ کیلومتر (۲۰۸ مایل) |                 | [ ۱ ] |
| ۵ فوریه ۲۱    | ۰۵:۳۸:۳۳           | ۶۹         | کامل   | ۱٫۰۵۳۶ | ۰۴ دقیقه و ۴۰ ثانیه | ۱۱°۴۸′جنوبی ۱۴۲°۲۴′شرقی / ۱۱٫۸°جنوبی ۱۴۲٫۴°شرقی | ۱۷۸ کیلومتر (۱۱۱ مایل) |                 | [ ۱ ] |
| ۳۰ ژوئیه ۲۱   | ۱۶:۲۷:۱۴           | ۷۴         | حلقه‌ای | ۰٫۹۶۰۴ | ۰۴ دقیقه و ۳۸ ثانیه | ۱۶°۳۶′شمالی ۲۲°۲۴′غربی / ۱۶٫۶°شمالی ۲۲٫۴°غربی   | ۱۴۴ کیلومتر (۸۹ مایل)  |                 | [ ۱ ] |
| ۲۴ ژانویه ۲۰  | ۲۰:۰۴:۲۴           | ۷۹         | مرکب   | ۱٫۰۰۴۷ | ۰۰ دقیقه و ۲۶ ثانیه | ۳۲°۱۲′شمالی ۹۰°۴۲′غربی / ۳۲٫۲°شمالی ۹۰٫۷°غربی   | ۲۷ کیلومتر (۱۷ مایل)   |                 | [ ۱ ] |
| ۱۹ ژوئیه ۲۰   | ۲۳:۲۰:۵۷           | ۸۴         | مرکب   | ۱٫۰۰۷۶ | ۰۰ دقیقه و ۴۵ ثانیه | ۳۰°۱۲′جنوبی ۱۳۹°۳۰′غربی / ۳۰٫۲°جنوبی ۱۳۹٫۵°غربی | ۴۴ کیلومتر (۲۷ مایل)   |                 | [ ۱ ] |
| ۱۵ دسامبر ۲۰  | ۱۱:۰۸:۲۷           | ۵۱         | جزئی   | ۰٫۲۸۹۰ | —                   | ۶۶°۳۰′جنوبی ۱۲۸°۰۰′غربی / ۶۶٫۵°جنوبی ۱۲۸٫۰°غربی | —                      |                 | [ ۱ ] |
| ۱۰ ژوئن ۱۹    | ۰۶:۱۹:۳۵           | ۵۶         | جزئی   | ۰٫۹۹۵۴ | —                   | ۶۷°۰۶′شمالی ۴۹°۴۸′غربی / ۶۷٫۱°شمالی ۴۹٫۸°غربی   | —                      |                 | [ ۱ ] |
| ۹ ژوئیه ۱۹    | ۱۳:۱۲:۲۳           | ۹۴         | جزئی   | ۰٫۰۷۲۷ | —                   | ۶۴°۳۰′جنوبی ۰°۲۴′غربی / ۶۴٫۵°جنوبی ۰٫۴°غربی     | —                      |                 | [ ۱ ] |
| ۴ دسامبر ۱۹   | ۱۰:۱۶:۴۰           | ۶۱         | حلقه‌ای | ۰٫۹۱۳۹ | ۰۷ دقیقه و ۲۵ ثانیه | ۷۰°۱۲′جنوبی ۶۳°۱۸′شرقی / ۷۰٫۲°جنوبی ۶۳٫۳°شرقی   | ۴۹۲ کیلومتر (۳۰۶ مایل) |                 | [ ۱ ] |
| ۳۰ مه ۱۸      | ۲۳:۲۵:۲۹           | ۶۶         | کامل   | ۱٫۰۶۴۹ | ۰۵ دقیقه و ۲۳ ثانیه | ۳۸°۱۲′شمالی ۱۳۰°۱۲′غربی / ۳۸٫۲°شمالی ۱۳۰٫۲°غربی | ۲۲۲ کیلومتر (۱۳۸ مایل) |                 | [ ۱ ] |
| ۲۳ نوامبر ۱۸  | ۱۱:۴۴:۱۰           | ۷۱         | حلقه‌ای | ۰٫۹۵۳۳ | ۰۵ دقیقه و ۳۵ ثانیه | ۲۲°۳۰′جنوبی ۴۵°۴۲′شرقی / ۲۲٫۵°جنوبی ۴۵٫۷°شرقی   | ۱۷۱ کیلومتر (۱۰۶ مایل) |                 | [ ۱ ] |
| ۱۹ مه ۱۷      | ۱۲:۴۹:۰۹           | ۷۶         | مرکب   | ۱٫۰۱۱۲ | ۰۱ دقیقه و ۱۵ ثانیه | ۱۰°۰۶′جنوبی ۳۴°۳۶′شرقی / ۱۰٫۱°جنوبی ۳۴٫۶°شرقی   | ۴۴ کیلومتر (۲۷ مایل)   |                 | [ ۱ ] |
| ۱۱ نوامبر ۱۷  | ۲۰:۲۴:۲۱           | ۸۱         | مرکب   | ۱٫۰۰۵۴ | ۰۰ دقیقه و ۳۳ ثانیه | ۲۲°۴۲′شمالی ۷۷°۱۲′غربی / ۲۲٫۷°شمالی ۷۷٫۲°غربی   | ۲۵ کیلومتر (۱۶ مایل)   |                 | [ ۱ ] |
| ۹ آوریل ۱۶    | ۰۴:۲۵:۰۹           | ۴۸         | جزئی   | ۰٫۰۳۹۷ | —                   | ۷۱°۳۶′شمالی ۴۸°۳۰′شرقی / ۷۱٫۶°شمالی ۴۸٫۵°شرقی   | —                      |                 | [ ۱ ] |
| ۸ مه ۱۶       | ۱۹:۰۹:۴۱           | ۸۶         | جزئی   | ۰٫۴۲۹۴ | —                   | ۶۹°۵۴′جنوبی ۲۸°۲۴′غربی / ۶۹٫۹°جنوبی ۲۸٫۴°غربی   | —                      |                 | [ ۱ ] |
| ۳ اکتبر ۱۶    | ۰۰:۴۹:۲۹           | ۵۳         | جزئی   | ۰٫۳۲۴۲ | —                   | ۷۱°۴۲′جنوبی ۱۱۰°۴۸′شرقی / ۷۱٫۷°جنوبی ۱۱۰٫۸°شرقی | —                      |                 | [ ۱ ] |
| ۱ نوامبر ۱۶   | ۱۰:۴۸:۱۹           | ۹۱         | جزئی   | ۰٫۴۶۶۱ | —                   | ۷۰°۲۴′شمالی ۱۰۴°۱۸′شرقی / ۷۰٫۴°شمالی ۱۰۴٫۳°شرقی | —                      |                 | [ ۱ ] |
| ۲۹ مارس ۱۵    | ۰۴:۴۸:۰۹           | ۵۸         | حلقه‌ای | ۰٫۹۴۵۶ | ۰۵ دقیقه و ۰۲ ثانیه | ۵۲°۰۰′شمالی ۱۳۰°۱۸′شرقی / ۵۲٫۰°شمالی ۱۳۰٫۳°شرقی | ۳۳۱ کیلومتر (۲۰۶ مایل) |                 | [ ۱ ] |
| ۲۲ سپتامبر ۱۵ | ۱۵:۳۹:۲۸           | ۶۳         | کامل   | ۱٫۰۱۵۸ | ۰۱ دقیقه و ۱۹ ثانیه | ۴۱°۳۶′جنوبی ۲۹°۰۰′غربی / ۴۱٫۶°جنوبی ۲۹٫۰°غربی   | ۷۷ کیلومتر (۴۸ مایل)   |                 | [ ۱ ] |
| ۱۸ مارس ۱۴    | ۰۹:۵۹:۳۴           | ۶۸         | حلقه‌ای | ۰٫۹۹۵۹ | ۰۰ دقیقه و ۲۷ ثانیه | ۰°۴۸′جنوبی ۷۶°۳۶′شرقی / ۰٫۸°جنوبی ۷۶٫۶°شرقی     | ۱۴ کیلومتر (۸٫۷ مایل)  |                 | [ ۱ ] |
| ۱۲ سپتامبر ۱۴ | ۰۱:۰۱:۵۵           | ۷۳         | حلقه‌ای | ۰٫۹۶۸۵ | ۰۳ دقیقه و ۴۱ ثانیه | ۵°۵۴′شمالی ۱۵۱°۴۲′غربی / ۵٫۹°شمالی ۱۵۱٫۷°غربی   | ۱۱۳ کیلومتر (۷۰ مایل)  |                 | [ ۱ ] |
| ۶ مارس ۱۳     | ۲۲:۱۱:۴۴           | ۷۸         | کامل   | ۱٫۰۴۰۷ | ۰۳ دقیقه و ۰۳ ثانیه | ۴۸°۲۴′جنوبی ۸۶°۵۴′غربی / ۴۸٫۴°جنوبی ۸۶٫۹°غربی   | ۱۹۱ کیلومتر (۱۱۹ مایل) |                 | [ ۱ ] |
| ۳۱ اوت ۱۳     | ۰۳:۲۳:۳۴           | ۸۳         | حلقه‌ای | ۰٫۹۳۱۱ | ۰۶ دقیقه و ۲۴ ثانیه | ۵۵°۳۶′شمالی ۱۶۵°۱۲′غربی / ۵۵٫۶°شمالی ۱۶۵٫۲°غربی | ۳۸۸ کیلومتر (۲۴۱ مایل) |                 | [ ۱ ] |
| ۲۶ ژانویه ۱۲  | ۰۴:۵۷:۳۳           | ۵۰         | جزئی   | ۰٫۵۴۵۳ | —                   | ۶۹°۰۰′شمالی ۱۲۹°۴۸′شرقی / ۶۹٫۰°شمالی ۱۲۹٫۸°شرقی | —                      |                 | [ ۱ ] |
| ۲۴ فوریه ۱۲   | ۱۴:۲۱:۱۲           | ۸۸         | جزئی   | ۰٫۲۹۴۹ | —                   | ۷۱°۰۰′جنوبی ۱۳۴°۳۰′شرقی / ۷۱٫۰°جنوبی ۱۳۴٫۵°شرقی | —                      |                 | [ ۱ ] |
| ۲۱ ژوئیه ۱۲   | ۱۳:۰۲:۵۲           | ۵۵         | جزئی   | ۰٫۲۹۷۸ | —                   | ۶۸°۰۶′جنوبی ۱۵°۱۸′شرقی / ۶۸٫۱°جنوبی ۱۵٫۳°شرقی   | —                      |                 | [ ۱ ] |
| ۲۰ اوت ۱۲     | ۰۳:۲۵:۵۶           | ۹۳         | جزئی   | ۰٫۱۸۳۳ | —                   | ۷۰°۳۶′شمالی ۵۳°۱۲′غربی / ۷۰٫۶°شمالی ۵۳٫۲°غربی   | —                      |                 | [ ۱ ] |
| ۱۵ ژانویه ۱۱  | ۱۷:۵۹:۳۳           | ۶۰         | حلقه‌ای | ۰٫۹۹۰۳ | ۰۱ دقیقه و ۰۵ ثانیه | ۱۴°۵۴′شمالی ۴۴°۴۸′غربی / ۱۴٫۹°شمالی ۴۴٫۸°غربی   | ۴۲ کیلومتر (۲۶ مایل)   |                 | [ ۱ ] |
| ۱۰ ژوئیه ۱۱   | ۲۲:۰۷:۵۱           | ۶۵         | کامل   | ۱٫۰۲۹۴ | ۰۳ دقیقه و ۰۶ ثانیه | ۱۱°۴۸′جنوبی ۱۰۸°۰۰′غربی / ۱۱٫۸°جنوبی ۱۰۸٫۰°غربی | ۱۲۱ کیلومتر (۷۵ مایل)  |                 | [ ۱ ] |
| ۵ ژانویه ۱۰   | ۰۰:۰۸:۴۲           | ۷۰         | حلقه‌ای | ۰٫۹۳۹۳ | ۰۷ دقیقه و ۲۲ ثانیه | ۲۹°۲۴′جنوبی ۱۳۵°۳۶′غربی / ۲۹٫۴°جنوبی ۱۳۵٫۶°غربی | ۲۲۷ کیلومتر (۱۴۱ مایل) |                 | [ ۱ ] |
| ۳۰ ژوئن ۱۰    | ۱۳:۲۲:۳۴           | ۷۵         | کامل   | ۱٫۰۷۵۳ | ۰۶ دقیقه و ۱۴ ثانیه | ۳۵°۰۶′شمالی ۲۲°۲۴′شرقی / ۳۵٫۱°شمالی ۲۲٫۴°شرقی   | ۲۴۹ کیلومتر (۱۵۵ مایل) |                 | [ ۱ ] |
| ۲۴ دسامبر ۱۰  | ۲۳:۵۹:۴۹           | ۸۰         | حلقه‌ای | ۰٫۹۱۱۹ | ۰۷ دقیقه و ۰۵ ثانیه | ۷۶°۳۶′جنوبی ۱۵۲°۴۸′غربی / ۷۶٫۶°جنوبی ۱۵۲٫۸°غربی | ۵۶۸ کیلومتر (۳۵۳ مایل) |                 | [ ۱ ] |
| ۱۹ ژوئن ۹     | ۰۶:۳۶:۴۲           | ۸۵         | کامل   | ۱٫۰۶۰۲ | ۰۳ دقیقه و ۰۸ ثانیه | ۸۲°۰۰′شمالی ۱۰°۵۴′شرقی / ۸۲٫۰°شمالی ۱۰٫۹°شرقی   | ۵۷۳ کیلومتر (۳۵۶ مایل) |                 | [ ۱ ] |
| ۱۳ نوامبر ۹   | ۰۸:۰۳:۴۰           | ۵۲         | جزئی   | ۰٫۱۲۱۱ | —                   | ۶۲°۳۰′شمالی ۱۵۲°۰۰′شرقی / ۶۲٫۵°شمالی ۱۵۲٫۰°شرقی | —                      |                 | [ ۱ ] |
| ۱۳ دسامبر ۹   | ۰۰:۱۶:۱۶           | ۹۰         | جزئی   | ۰٫۲۰۲۰ | —                   | ۶۴°۴۲′جنوبی ۶۳°۴۸′شرقی / ۶۴٫۷°جنوبی ۶۳٫۸°شرقی   | —                      |                 | [ ۱ ] |
| ۱۰ مه ۸       | ۱۰:۵۶:۳۹           | ۵۷         | حلقه‌ای | ۰٫۹۸۷۲ | ۰۱ دقیقه و ۰۹ ثانیه | ۴۲°۲۴′جنوبی ۸۶°۰۶′شرقی / ۴۲٫۴°جنوبی ۸۶٫۱°شرقی   | ۱۰۲ کیلومتر (۶۳ مایل)  |                 | [ ۱ ] |
| ۲ نوامبر ۸    | ۱۸:۴۵:۴۶           | ۶۲         | کامل   | ۱٫۰۱۹۴ | ۰۱ دقیقه و ۴۰ ثانیه | ۲۹°۰۰′شمالی ۴۰°۰۶′غربی / ۲۹٫۰°شمالی ۴۰٫۱°غربی   | ۹۶ کیلومتر (۶۰ مایل)   |                 | [ ۱ ] |
| ۲۹ آوریل ۷    | ۱۵:۱۷:۰۸           | ۶۷         | حلقه‌ای | ۰٫۹۵۲۸ | ۰۵ دقیقه و ۳۲ ثانیه | ۶°۰۰′شمالی ۲°۴۲′غربی / ۶٫۰°شمالی ۲٫۷°غربی       | ۱۷۴ کیلومتر (۱۰۸ مایل) |                 | [ ۱ ] |
| ۲۳ اکتبر ۷    | ۱۰:۰۳:۰۴           | ۷۲         | کامل   | ۱٫۰۵۰۹ | ۰۴ دقیقه و ۱۷ ثانیه | ۸°۱۸′جنوبی ۷۱°۲۴′شرقی / ۸٫۳°جنوبی ۷۱٫۴°شرقی     | ۱۶۹ کیلومتر (۱۰۵ مایل) |                 | [ ۱ ] |
| ۱۸ آوریل ۶    | ۱۵:۴۳:۱۴           | ۷۷         | حلقه‌ای | ۰٫۹۴۷۰ | ۰۵ دقیقه و ۰۰ ثانیه | ۴۲°۱۸′شمالی ۳۴°۲۴′غربی / ۴۲٫۳°شمالی ۳۴٫۴°غربی   | ۲۴۲ کیلومتر (۱۵۰ مایل) |                 | [ ۱ ] |
| ۱۳ اکتبر ۶    | ۰۱:۱۹:۳۷           | ۸۲         | کامل   | ۱٫۰۲۳۳ | ۰۱ دقیقه و ۴۶ ثانیه | ۴۰°۵۴′جنوبی ۱۷۷°۳۶′شرقی / ۴۰٫۹°جنوبی ۱۷۷٫۶°شرقی | ۱۰۲ کیلومتر (۶۳ مایل)  |                 | [ ۱ ] |
| ۸ مارس ۵      | ۰۷:۵۹:۵۸           | ۴۹         | جزئی   | ۰٫۲۷۱۳ | —                   | ۶۱°۰۰′جنوبی ۱۵۲°۳۰′غربی / ۶۱٫۰°جنوبی ۱۵۲٫۵°غربی | —                      |                 | [ ۱ ] |
| ۶ آوریل ۵     | ۱۹:۳۷:۲۰           | ۸۷         | جزئی   | ۰٫۳۹۸۳ | —                   | ۶۰°۵۴′شمالی ۱۷۰°۰۶′غربی / ۶۰٫۹°شمالی ۱۷۰٫۱°غربی | —                      |                 | [ ۱ ] |
| ۱ سپتامبر ۵   | ۲۱:۲۷:۰۴           | ۵۴         | جزئی   | ۰٫۱۸۴۶ | —                   | ۶۱°۰۶′شمالی ۸°۵۴′شرقی / ۶۱٫۱°شمالی ۸٫۹°شرقی     | —                      |                 | [ ۱ ] |
| ۱ اکتبر ۵     | ۱۲:۰۱:۴۶           | ۹۲         | جزئی   | ۰٫۲۶۵۳ | —                   | ۶۰°۵۴′جنوبی ۵۳°۰۶′غربی / ۶۰٫۹°جنوبی ۵۳٫۱°غربی   | —                      |                 | [ ۱ ] |
| ۲۵ فوریه ۴    | ۲۱:۳۹:۳۹           | ۵۹         | کامل   | ۱٫۰۴۹۵ | ۰۳ دقیقه و ۳۲ ثانیه | ۴۳°۲۴′جنوبی ۷۳°۳۰′غربی / ۴۳٫۴°جنوبی ۷۳٫۵°غربی   | ۲۰۹ کیلومتر (۱۳۰ مایل) |                 | [ ۱ ] |
| ۲۱ اوت ۴      | ۲۲:۳۱:۲۳           | ۶۴         | حلقه‌ای | ۰٫۹۳۱۱ | ۰۵ دقیقه و ۵۷ ثانیه | ۵۴°۴۲′شمالی ۷۸°۴۲′غربی / ۵۴٫۷°شمالی ۷۸٫۷°غربی   | ۳۹۰ کیلومتر (۲۴۰ مایل) |                 | [ ۱ ] |
| ۱۵ فوریه ۳    | ۱۴:۰۰:۳۶           | ۶۹         | کامل   | ۱٫۰۵۵۷ | ۰۴ دقیقه و ۴۵ ثانیه | ۹°۴۸′جنوبی ۱۶°۳۰′شرقی / ۹٫۸°جنوبی ۱۶٫۵°شرقی     | ۱۸۴ کیلومتر (۱۱۴ مایل) |                 | [ ۱ ] |
| ۱۰ اوت ۳      | ۲۳:۲۶:۰۸           | ۷۴         | حلقه‌ای | ۰٫۹۶۰۲ | ۰۴ دقیقه و ۲۸ ثانیه | ۱۷°۱۸′شمالی ۱۲۶°۳۰′غربی / ۱۷٫۳°شمالی ۱۲۶٫۵°غربی | ۱۴۴ کیلومتر (۸۹ مایل)  |                 | [ ۱ ] |
| ۵ فوریه ۲     | ۰۴:۲۱:۲۰           | ۷۹         | مرکب   | ۱٫۰۰۴۹ | ۰۰ دقیقه و ۲۶ ثانیه | ۳۲°۱۲′شمالی ۱۴۱°۵۴′شرقی / ۳۲٫۲°شمالی ۱۴۱٫۹°شرقی | ۲۷ کیلومتر (۱۷ مایل)   |                 | [ ۱ ] |
| ۳۱ ژوئیه ۲    | ۰۶:۴۰:۱۸           | ۸۴         | مرکب   | ۱٫۰۱۰۱ | ۰۰ دقیقه و ۵۹ ثانیه | ۲۵°۳۶′جنوبی ۱۰۸°۴۸′شرقی / ۲۵٫۶°جنوبی ۱۰۸٫۸°شرقی | ۵۰ کیلومتر (۳۱ مایل)   |                 | [ ۱ ] |
| ۲۶ دسامبر ۲   | ۱۹:۱۳:۵۸           | ۵۱         | جزئی   | ۰٫۲۷۵۹ | —                   | ۶۵°۲۴′جنوبی ۹۹°۳۰′شرقی / ۶۵٫۴°جنوبی ۹۹٫۵°شرقی   | —                      |                 | [ ۱ ] |
| ۲۰ ژوئن ۱     | ۱۳:۴۵:۳۲           | ۵۶         | جزئی   | ۰٫۸۵۵۲ | —                   | ۶۶°۰۶′شمالی ۱۷۲°۴۲′غربی / ۶۶٫۱°شمالی ۱۷۲٫۷°غربی | —                      |                 | [ ۱ ] |
| ۱۹ ژوئیه ۱    | ۲۰:۴۴:۱۱           | ۹۴         | جزئی   | ۰٫۲۰۲۴ | —                   | ۶۳°۳۶′جنوبی ۱۲۳°۴۸′غربی / ۶۳٫۶°جنوبی ۱۲۳٫۸°غربی | —                      |                 | [ ۱ ] |
| ۱۴ دسامبر ۱   | ۱۸:۱۹:۳۶           | ۶۱         | حلقه‌ای | ۰٫۹۱۵۰ | ۰۷ دقیقه و ۱۲ ثانیه | ۷۱°۴۸′جنوبی ۴۶°۱۲′غربی / ۷۱٫۸°جنوبی ۴۶٫۲°غربی   | ۴۸۸ کیلومتر (۳۰۳ مایل) |                 | [ ۱ ] |